# アメリカ横断ウルトラクイズのクイズ形式
アメリカ横断ウルトラクイズのクイズ形式（アメリカおうだんウルトラクイズのクイズけいしき）では、日本テレビ系列で放送されたクイズ番組『アメリカ横断ウルトラクイズ』で行われたクイズの形式について解説する。
- 以下の解説文では、「チェックポイント」を「CP」と略して表記する場合がある。

## 国内第一次予選
本番組に応募し参加ハガキを受け取った挑戦者はまず、参加ハガキとパスポートを持参して第一次予選に参加する。
会場は、第11回まで後楽園球場、第12回以降は東京ドーム。「予選」とは名付けながらも、前年度優勝者の優勝旗返還、「敗者の味方」登場やイベント的な敗者復活戦など、セレモニー的な要素も含まれる一大イベントとなっていた。
第一次予選に限り、挑戦者の子供（その多くは未就学児）と同伴することが認められているため、子連れで参加する挑戦者も相当数にのぼった。ただし18歳未満には応募資格がないことから、子供などの無資格者は挑戦者と予選で一緒に参加しても正式な出場者数にはカウントされない。
通過人数は第1回は80名、第15回は130名、それ以外の大会では100名+敗者復活者数名（年によって人数は異なる）であった。予選通過は非常に狭き門であり、そのし烈さは夏の甲子園以上とも例えられる。第一次予選は一番多い時で1つの枠を200名以上（倍率は200倍以上）で争い、後述の第二次予選や第三次予選も合わせると最大倍率は400倍に達していた。

### ○×クイズ
第一次予選は、○×の二択式クイズ。勝ち抜け決定となるまで正解し続けなければならず、1問不正解で即失格（ただし、勝ち抜け決定者が出た問題に関しては例外で、この場合は不正解者から残りの勝者を決定する）。勝ち抜け決定者が基本の規定数（第1回は80人、第15回は130人、それ以外は100人）に達したところで終了。ただし、第14回のみ100名が一気に決定した。
第1回では一塁側内野席で行われ、座席に座ったまま「○」か「×」のパネルを掲げる方式であったが、第2回以降では球場の広大な敷地が有効に活用され、挑戦者自身が球場内に設けられた「○」と「×」のゾーンに移動することによって解答する方式が採用された。挑戦者の人数に合わせて以下の形態が用いられた。
1. 球場の入口で問題が発表され、○が三塁側、×が一塁側のスタンドに移動する。第5回から第16回までの第1問で使用。
2. スタンド座席で問題を聞き、○だと思うならグラウンドに下り、×だと思うならそのまま座席に居残る（人工芝お別れクイズ）。第2問で使用。
3. グラウンド上の外野で問題を聞き、○だと思うなら外野にとどまり、×だと思うなら内野へ移動する（内外野お別れクイズ）。制限時間が過ぎた後に○か×のどちらかのゾーンに入っていない場合は失格。
4. グラウンド上の内野で問題を聞き、外野の○か×のどちらかのサークルへ走る（○×走りクイズ）。第3回以降では、群集心理によって同じサークルへ大人数が一気に押し寄せるのを避けるため[注 3]、○と×のサークルの手前にカラーボールのエリアが設けられ、○の場合は赤、×の場合は白のボールを拾ってから該当のサークルへ移動するというルールになった。ボールを拾い忘れた場合、ボールの色を誤った場合[注 4]、赤白両方のボールを持っていた場合、制限時間以内にサークルの中に入っていない場合は失格。

第2回では4.のみが使用されたが、その後の大会では参加人数の増加に従って1.・2.・3.の方法がとられるようになった。また以下の回では上記以外の特殊なルールも用いられた。
- 第3回の第1問では、参加者全員に風船が渡され、正解が×と思えば風船を空に放し、○と思えば持ち続けるというルールだった。
- "今世紀最後"では、最初の4問（放送されたのは3問）では第1回と同様、座席で○×パネルを掲げる方式[注 5] で行われた。また第1問は再び球場内での発表となった。制限時間が来た時点で座席に座っていなければ失格となる。問題発表後はドームから出られず、中断していた6年の間に普及した携帯電話やノートパソコンの無線LANの影響によって場内はたちまち電波障害が生じてまともに使えなかったという。

また回を重ねるにつれ、挑戦者が増加すると、「走りクイズ」や「お別れクイズ」のシンキングタイム・タイムアップ時に別のゾーンへ移動してしまうという不正が行われない様、タイムアップ時にはスタッフによって仕切り的なロープを張られる様になった。
正解発表は、第1回から"今世紀最後"までほぼ一貫して、場内の大型ビジョン（1980年（昭和55年）の第4回までは電球式の電光掲示板）を用いて行われたが、例外として第4回の第1問、第5回の第2問はくす玉の中から正解が出現する方式だった。

#### 第1問の出題から正解発表まで
第5回からは、"今世紀最後"を除き、球場の入口で第1問が発表されるようになった。これにより、第1問不正解者は人工芝を踏むことを許されなくなった。第1問は、決勝地・ニューヨークの自由の女神に関する問題であることが恒例であった（第15回は第2問、第3問も）が、例外として第1回では上野動物園のパンダの夫婦の名前、第3回では水戸黄門関連、決勝地がパリだった第9回はエッフェル塔の問題が出題された。
問題発表は、球場入口に設けられたステージに立った出題者の福留功男（第16回のみ福澤朗）が「第1問はこれです。さあ来い!!」とコールすると、福留/福澤の背後にあるボードがスライドし、注意事項と第1問の問題文が現れるという形式であった。ただし第13回では、当日の読売新聞朝刊の広告欄に第1問が掲載され、一刻も早く問題を知りたい挑戦者が大挙して読売新聞販売店やキヨスクなどに押し寄せ、購入する（奪い合う）様子が放映された。また第14回では、福留が第1問を出題する場面が、朝の関東ローカルのテレビ番組で生中継で放送され、その番組を視聴した48歳から50歳までの人は、応募していなくても（パスポートは必要）特別に飛び入り参加が認められた。
出題から球場に入る（解答する）までは一定時間の猶予が与えられ（制限時間は1時間）、その時間を利用して家族・知人などに電話をかけて正解を調べることができた。レギュラー放送当時はまだスマートフォンもまだ開発されておらず、また個人向けの携帯電話が普及していなかったため、公衆電話に長蛇の列ができ、後ろの列から催促がある中、必死に答えを聞き出す場面もあった。第8回では、自由の女神と上野公園の西郷隆盛像が向いている方向が分かれば答えが導き出せる問題が出題されたため、1時間の制限時間を有効に利用して、実際にタクシーや鉄道で上野公園まで行って西郷の銅像の向きを確認する挑戦者もいた。
第1問出題後は、球場入口付近で徳光和夫/渡辺正行や日本テレビアナウンサーなどによる正解予想が行われ、挑戦者の注目を集めた。この予想は過去の出題パターンなどから予想することが多かったが、あくまでも演出なので、信じるか信じないかは自己責任であった。
第9回：アイス屋に扮した徳光が現れ、挑戦者にアイスキャンディーを振る舞う。このアイスキャンディーには棒に○か×のどちらかの焼印が押されており、食べた後でその焼印が参考となる。
第10回：自由の女神に扮した徳光が、今までの第1問が「××○×××○○○」となっている事から、「同じ解答は3回まで続く」と教える。
第11回：『男はつらいよ』の車寅次郎に扮した徳光が、挑戦者に予想が記載された「○×新聞」 を配布したり、○や×と書かれたカブトムシを戦わせる。
第12回：花売りに扮した小倉淳アナウンサーが挑戦者に、○か×が上についているアサガオの苗（花は無い）を見せて参考にさせる。
第14回：予想屋に扮した渡辺が第1問を発表した時の福留の写真を見せて、「○の時は下の歯が出るが、×の時は出ない」と教える。
第15回：鈴木健アナウンサーが「ウルトラゼミナール」と称し、第1回から第14回までの第1問の正解を見せ、さらに「第1 - 4回の正解が第11回 - 第14回と同じである」と教える。
第16回：元・気象解説者の福井敏雄が、第1問を発表した時の9:00の天気図を見せ、「東経140度（東京の経度）にある気圧が、低気圧の時は○、高気圧の時は×」と教える。また別の場所では、番組スタッフに飼われ、「第1問の答えを知っている」とされたキュウカンチョウ「ウルトラQちゃん」が出され、挑戦者は参考とばかりに答えを聞いていた。
結果発表の前には、前大会のクイズ王がオープンカーなどで入場して出題者の福留功男/福澤朗の下に現れ、ステージに昇って優勝旗返還を行った。第6回から第13回までは前回のクイズ王と共に、その回に参加した過去のクイズ王も登場し、第14回-第16回では前回のクイズ王のみがグラウンドに登場した。大会によっては以下に挙げるようなイベントや演出も行われ、これらのイベントやインタビューの後、クイズ王たちは出題者席から1名ずつ○か×に走った。クイズ王は優勝旗返還のセレモニーまでは来賓扱いだが、1問目の○×選択時から一挑戦者扱いに変わった（ただし、着席するのは最前列）。なお、"今世紀最後"ではセレモニー自体が実施されなかったことから、貴賓席も用意されなかった。
- 第4回では、前回のクイズ王の宗田利八郎が優勝賞品「競走馬」に跨って入場した（初のオープンカー以外での入場）。
- 第7回では、前回および歴代のクイズ王が入場、歴代クイズ王はオープンカーであるのに対し、前回クイズ王の高橋直樹はハーレーダビッドソンのサイドカーで入場、その後優勝旗返還→インタビュー→移動を行った後、前年（1982年）12月31日に放送された『ウルトラクイズ 史上最大の敗者復活戦』の優勝者が自転車脇のサイドカーに乗って入場、同大会優勝者の特権である「グアムへのシード権」（=国内予選と機内ペーパークイズ免除）を発表して後楽園球場を後にし、グアムへ急いだ。なお、『史上最大の敗者復活戦』は『ウルトラクイズ』の番外編扱いだが、優勝者は人工芝に脚を踏み入れる事は出来た。
- 第8回では、この回の優勝賞品「クラシックカー」がこの場で発表された。
- 第10回では、歴代クイズ王の乗るオープンカーに引かれて、前回のクイズ王の金子孝雄が優勝賞品の「潜水艦」を乗せたセットに乗って入場、更にそのクイズ王の両親もセットに乗って入場した（唯一クイズ王の親族が入場）。「両親」はクイズには参加しなかったが、人工芝には脚を踏み入れた。
- 第11回では、過去のクイズ王7名[注 14] による早押しエキシビションマッチ[注 15] が実施され、さらに、当時の年齢上限である45歳の挑戦者[注 16]、通称「敬老団」に特権が与えられ、通常何問か正解しないと踏めない人工芝を最初から踏むことができ、歴代クイズ王が○・×のどちらに進んだかを見終わった後に自分の答えを判断することができた。総合司会の高島忠夫もその中に含まれていた[注 17]。
- 第12回では、まずこの回初参加した徳光和夫のいた場所を明らかにすると、「新・敗者の味方」渡辺正行を紹介した。その後過去のクイズ王7名[注 18] が入場、その後から第11回クイズ王の稲川良夫が、優勝賞品「ノバスコシアの島」をイメージしたセットに乗って後部オープンカーに引かれながら入場した。なお、この時のブラスバンド演奏曲は、「島」に因んで『ひょっこりひょうたん島のテーマ』（作曲 - 宇野誠一郎）を使用した。
- 第13回では、この回の優勝賞品のヒントとなるクイズが過去のクイズ王[注 19] たちに3問出題された。
- 第14回からは、第4回で初めて参加して以来、毎回第1問で敗退していた通称「疫病神」[注 20] と呼ばれる男性挑戦者が紹介されるようになった。そしてこの男性はリリーフカーで福留の元に呼ばれてインタビューを受けた後、再びリリーフカーに乗って正解だと思う場所に移動し、場所の扉から人工芝を踏まない[注 21] ように乗り入れて客席へ行った。その後、冒頭で福留が入場の時乗っていた「デロリアン」に引かれたカプセルから前回クイズ王である長戸勇人が登場、優勝旗返還となった。
- 第15回では第1問で福留が勇退するため、まず福留が勇退宣言を発表してからお馴染みの時の声、続いて前回のクイズ王佐藤光邦と先述の「疫病神」が入場、クイズ王は優勝旗を返還し、それぞれは正解と思う場所に移動した。その後、正解発表→新レポーター福澤の登場が続いた後、福留はブラスバンドのトランペット演奏と共に東京ドームを去った。なお「疫病神」は第16回で初めて第1問を突破したが、予選突破はできなかった。

正解発表直前には福留/福澤が改めて第1問の問題を読み直し、三塁側席・一塁側席の人数を発表し、それぞれに正解の自信があるかどうかを大声で問い掛けることで挑戦者たちの気合いを確かめた後、三塁側席・一塁側席からそれぞれ「○コール」「×コール」が起こり始めるとともに、いよいよ福留/福澤の合図によって球場内の大型スクリーンビジョンに○か×かという正解が表示される。これが挑戦者の明暗を分ける瞬間であった。
- 第4回では正解発表の時、球場に入場してきたくす玉に参加者が○、×のボールを投げていき、くす玉が割れて中に入ってる答えが出てくるという指向だった。
- 第10回では正解発表の時、後楽園球場バックスクリーン前に幕を覆って設置された自由の女神像レプリカの幕を取って正解発表を行い、直後に球場内のビジョンにも正解を映した。
- 番組では、通常は福留/福澤の「第1問の正解はこれだァ!!」の叫びと共に即発表するが、第16回では福澤の「これだァ!!」がフェードアウト、その後、東京ドームや各挑戦者の顔を写してから発表する演出だった。

正解の発表とともに、正解側の席は喜びの歓声や万歳三唱やガッツポーズ、勝者同士での大騒ぎなど、勝者は狂喜乱舞の状態となり、逆に不正解側の席は敗れた挑戦者からのどよめきと溜め息とともに、その瞬間から金網に「敗者席」（第5回から第7回は白地に黒文字、第8回以降は黄地に黒文字）の垂れ幕が下がると同時に静まり返り、肩を落としたり苦笑いしたり、ポーズで誤魔化したり、また溜め息や号泣など、敗者は悔しさを見せるという悲喜こもごもの状態となってしまうのが定番となっていた。

#### その他の演出
- 第2回から第4回までは、予選開始時にさながら国体のように各都道府県に分かれたプラカードを掲げて全参加者が並んでいた。
- 敗者のうっぷん晴らしのために、「敗者の味方」役の徳光/渡辺や日本テレビの若手アナウンサーが、ヘルメットを装着しながら球場のスタンドを巡回し、ピコポンハンマーで敗者に叩かれる役目をこなしていた。顔やジャケットの上着にマジックで落書きされたこともあった。第7回では敗者の女性から口紅を塗られたり、退場する敗者から露骨に拒否され敗者退場口を閉門されるといったこともあった。第13回では後に第15回でオーランドまで進出する女性挑戦者が敗者として渡辺を叩くシーンが放送された。
  - ただし、後述の「第二次予選」が第1回から行われたのに対し、第一次予選で初めて行われたのは第2回からで、第1回では一切行われず、また第2回では徳光はヘルメットを装着したものの、敗者はハンマーを使わず素手で叩いた。その後第4回では徳光は「第一次予選」には参加せず（第二次には参加）、代わりに総合司会の石川牧子アナウンサーが参加したが、（第1問で敗れた前回クイズ王・宗田利八郎をはじめ）敗者へのインタビューのみに止まり、ハンマー叩かれはなかった。
  - 渡辺が初登板となった第12回では、1問目で失格となった徳光が、今まで11年間使ってボコボコになったヘルメットを渡辺に進呈、そして徳光が一番印象に残った「7ｍ前から助走を付けて叩かれた」を自ら再現して渡辺を叩くと、東京ドームを後にした。
- 第4回は第3回の優勝者・宗田利八郎が優勝旗返還→選手宣誓を行った後、第一次予選を開始した。そして後楽園球場上空に現れたヘリコプターから、第1問の問題を入れたパラシュートカプセルがグラウンドへ投降され、それを拾った挑戦者から受け渡された福留がカプセル内の問題を取り出して出題した。
- 第6回では東京音頭の替え歌「ウルトラ音頭」が流され、○×の紋様が入った浴衣を着た福留が音頭に合わせながら士気を上げる役目を果たした。この「ウルトラ音頭」は、準決勝のワシントンD.C.における敗者の罰ゲームにも用いられた（「リンカーン記念堂前のリンカーン像の前でこの音頭を踊る）。また、その第6回では正解発表前のセレモニーで、和太鼓を鳴らしながら鳩を空に飛ばせる演出が行われた（和楽器を使用したのはこれが唯一）。

### 敗者復活戦
第8回以降では、クイズ終了後に敗者全員を対象とした敗者復活戦が行われ、若干名が復活者として第二次予選への出場権を獲得した。敗者復活戦の前には、「敗者の味方」徳光/渡辺が、大勢の敗者を味方に付けて福留に敗者復活戦を要求するという演出があった。第9回・第11回・第13回では、ここでの復活者のうち1名が本選中盤のチェックポイントまで進出している。
第15・16回では敗者復活戦は実施されなかった。第12回の敗者復活戦では復活の条件（東京ドームの当時の愛称「BIG EGG」にちなみ名前が「大木玉子」という人）に該当する挑戦者がおらず、放送上および単行本収録分では敗者復活戦がないことになった。放送ではその部分が編集され、敗者の味方渡辺が福留に言いくるめられて寝返ったところで終了となっている。単行本においては「いつまでも、あると思うな。敗者復活!!」との文章で締め括られている。
- 第8回 ： 徳光の独断で選ばれた「ミス敗者」（実際はミセス）が水着に着替え数字の書かれたボールを抽選箱から選び、その数字がパスポート番号の下1桁目と一致した挑戦者が復活の権利を得る。同様に1桁ずつ数字を選んでいき、最後までパスポート番号と一致した1名が復活。
- 第9回 ： 座席の下に成田山新勝寺のお守りを発見した1名が復活。実際にはお守りは2つの席にあったが、そのうちの1席には誰も座っていなかった。復活者はアルバカーキで敗退した山形大学の男性で成田予選から敗者復活者の襷を着用して参加していた。
- 第10回 ： まず第1問の不正解だった×のスタンドに対し、第2問から第11問までの正解を予想するクイズが行われた。この予想をすべて当てた4名がここで復活。さらに○×クイズ終了後、福留が提示した条件にすべて当てはまった挑戦者「口笛の吹ける奈良出身の美人[注 22]」11名がグラウンドに下り、ぶら下がり健康器で最後まで耐えた6名が復活。合計10名が復活した。
- 第11回 ： 徳光が提示した条件「はいしゃ（敗者=歯医者）」と無縁の人、つまり虫歯のない人（治療済み不可）[注 23] がグラウンドに下り、額で卵を割り、生卵だった4名が復活。
- 第13回 ： 第1問は当日の読売新聞に出されていたが、実は敗者復活の条件も読売新聞の隅に掲載されており、条件である13回連続出場で皆勤賞の1名が最初に復活。そして皆勤賞の挑戦者が好きな芸能人として選んだ山下真司・賀来千香子に似ていると自負する敗者がグラウンドに降り、選ばれた2名が復活。だが賀来に似ていると選ばれた敗者が男性だったため、特別に女性からも1人選ばれて結果的に3人、計4人復活した。
- 第14回 ： 敗者全員による大ジャンケン大会。敗者同士が1対1でジャンケンをし、勝ったら相手の参加ハガキを奪う。そして残った挑戦者同士でまたジャンケン。これを繰り返し、敗者全員分のハガキを手に入れた女性1名が「ジャンケンクイーン」として復活。
- "今世紀最後" ： 第1回開催当時に参加資格の無かった高齢挑戦者14名（第1回開催時に46歳以上、"今世紀最後"開催時に67歳以上=1931年以前の生まれの挑戦者）がグラウンドで○×クイズに挑戦。そして正解した高齢者の人数と同数が、敗者全体の中から番号の抽選により復活。その結果、高齢挑戦者が全員正解したため14名が復活。さらに徳光の福留への懇願によりその高齢挑戦者たちも全員復活。合計28名が復活した。

### 補足
- 第一次予選を通過しても、仕事などの関係で以降のクイズ参加を辞退する者もいるため、○×クイズで終盤まで残っていた挑戦者から順に「補欠」権利を番組側が与え、欠員を出さないようにしていた[注 24]。辞退者が出た場合は補欠権利のある者に順次電話をし、承諾が得られた順に繰り上げ合格としていた。その電話が成田第二次予選の前日に来た場合もあり、ビザの準備をしていたか否で命運が分かれた者もいた[注 25]。
- 第一次予選を突破した挑戦者はその後、第二次予選の説明が行われるが、この際に挑戦者番号も「くじ引き」で決定された。
- 答えが×の場合は第1回の第一次予選のみは「ペケ」[注 26] と称していたが、同回のグァムの敗者復活戦からは「バツ」に変わった[注 27]。

## 国内第二次・第三次（第9・11回のみ）予選
第一次予選から十数日後、第一次予選を通過した挑戦者は、東京の日本テレビに集合。番組が用意したバスで成田空港敷地内にあるホテルの成田エアポートレストハウスに向かい1泊し、翌朝にホテルのホールにて第二次予選を行った。前日に出発するのは、早朝の収録に確実に挑戦者を出演させるためである。
ただし第1回は成田空港が未開業であり、羽田空港付近の羽田東急ホテル（現存せず）が会場となり、第二次予選当日の朝に直接集合させていた。当日は早朝だったにもかかわらず、第一次予選通過者80名のうち78名（残り2名は事実上の辞退）が集合した。"今世紀最後"ではホテル日航ウインズ成田（現・東横イン成田空港）が会場となった。

### ジャンケン
第二次（第9・11回のみ第三次）予選では、第10回と"今世紀最後"（それぞれ後述）を除き、ジャンケンで海外進出者が決められた。クイズ番組でありながらクイズとは全く無関係な方式で予選を行うユーモアさが特徴であった。
各挑戦者が1対1でジャンケンを行い、先に3回（第1回では4回）勝った方が勝ち抜け、もう一方は敗者復活戦に回る（回によっては失格）。対戦相手の選出方法は大会毎に異なり、挑戦者番号1番対2番、3番対4番など連番同士や、1番対100番、2番対99番などで戦った。
進行役の福留/福澤は、落ち込む挑戦者や勢いに乗った挑戦者に対して気合の入った言葉を掛け、シンプルかつ地味なゲームであるジャンケンの勝敗にドラマ性を演出する努力を重ねた。また、挑戦者の中には、事前に念入りに研究をしてからジャンケンに臨む者や、マニュアルを持参する者、ポケットコンピュータや小型の玩具によって次に何を出すかを決定するなど、工夫を凝らしてジャンケンに参加する者もいた。
第一次予選で敗者復活者が1名の場合、挑戦者数が101名と奇数になるため、次のような方法が取られた。なお第11回でもジャンケン参加者が103名となったが、どのような方法がとられたかは番組内で明らかにされていない。
- 第8回 ： 敗者復活者VSコンピュータ。
- 第9回 ： ジャンケンの前におみくじを引き、当たり（棒の先に赤印）を引いた組が後楽園での敗者復活者と3名でジャンケン。この回では1組目（1番対2番）の対戦で当たりを引いたため、敗者復活者はこの組で戦った。この対戦では1回戦につき2名勝った場合はその2名でジャンケンし、勝った方が初めてポイント獲得するという方式がとられた。
- 第14回 ： 東京ドームでの敗者復活者「ジャンケンクイーン」と、彼女の抽選で選ばれた2名との3名でジャンケン。

次の回では、ジャンケンに特別ルールが設けられた。
- 第6回 ： クイズが出題され、ジャンケンで先に3回勝った挑戦者が先攻解答権を得る。クイズは「日本の首都は?」「地球は何の周りを回っている?」など、誰でも容易に正解できるレベルの問題。正解すれば勝ち抜け。不正解の場合はジャンケンに負けた方に解答権が移り、ジャンケン敗者（後攻）側の挑戦者が正解したらジャンケンの勝数にかかわらず勝ち抜けとなる。両者不正解の場合は両者とも敗者復活戦に回る。この回からリニューアルされた正解チャイムと不正解ブザーは、ここで初登場した。
- 第7回 ： 徳光の提案で、50組中の内10組はジャンケンで先に3回「負けた」方が勝ち抜けとなる。この回では男女各50名と同数になったため、男性対女性でジャンケンが行われ、女性側に50個のトグルスイッチのボックスが置かれ、スイッチを上げて電光掲示板の「勝」が赤く光ったら3回勝ちで勝利、「負」が赤く光ったら3回負けたら勝利となる。
- 第15回・第16回 ： 希望者2名に対してのみ、ジャンケンに1回勝てば即勝ち抜け、負ければ即失格（第16回は敗者復活戦へ）という「炎の一本勝負」が行われた。

### 特殊な第二次予選
第10回と"今世紀最後"では、ジャンケン以外の方法で第二次予選が行われた。また、第11回ではジャンケン予選の前に別の予選が行われた。
第9回
この年に日本テレビに入社したばかりの新人アナウンサー日高直人による腕立て伏せの回数によって「ジャンケン」か「全員通過」かが委ねられ、この結果から第二次予選は全員通過となったが、その直後、そのまま同じ場所で「第三次予選」としてジャンケンが行われた。
第10回 「腕ズモウ」
ジャンケンに代わり、腕相撲で対決し、相手を倒して3カウント取った方が勝ち抜け。公平を期すため、男性同士・女性同士で、体重もできる限り近い者同士の組合せで対戦が行われた。利き腕が異なる挑戦者同士の場合は、どちらの腕で行うかをジャンケンで決めた。ちなみに第12回で優勝することになる男性は左利きであったが、右利きの相手と右腕で対戦し敗退した。
第11回 「凶の出来事クイズ」
日本テレビ集合後、成田へ行く前に、埼玉県岩槻市（現・さいたま市岩槻区）の久伊豆神社（＝クイズ神社）で第二次予選を行った。挑戦者1名ずつおみくじを引き、「凶」を引いた人が早押しクイズに挑戦。逆にそうでない人はそのまま通過。最大の特徴として、挑戦者のネームプレートの左上には「大吉」あるいは「凶」を引いたことを証明するステッカーが貼りつけされた。ルールは2ポイント先取で不正解はマイナスポイント。早押しテーブルは5台用意されていたが、クイズに挑戦したのは3名(男性2名、女性1人)。負けた1名(女性1人)が「大凶」として失格となり、この失格者は名古屋での敗者復活戦（後述）に回った。残りの挑戦者は、翌日に成田で第三次予選としてジャンケンを行った。勝ち抜け時のジングルは敗者復活用と同じものであった。
"今世紀最後"
各挑戦者はそれぞれジャンル不問の特技を用意。予め日本テレビで一次審査が行われ、まずはこれを通過できた30名が、第二次予選会場で「ピカイチ技」勝負として対決方式によって技を披露。3人いる番組審査員のうち2人以上旗が上がれば勝ち抜けで、両者とも旗が2人以上上がれば両者とも勝ち抜け。
残った挑戦者は「ゆで卵ポン食い決戦!」。掌にゆで卵を乗せ、腕を叩いてゆで卵を飛ばし、卵を落とさずに口に入れられると勝ち抜け。ただし残り枠が1名の時に2名が成功したため、勝者決定戦が行われた。
第二次予選勝者決定後、勝者のうち希望者2名が「掟破りの大勝負」ジャンケン3本勝負を行い、勝者は成田から一気に第4CP・サンフランシスコまで先回りした。一方、このジャンケンの敗者は失格（名目上は「ただの人」）となり、ピカイチ技・ポン食い敗者とともに敗者復活戦（後述）へと回った。なお、一足飛びを果たした挑戦者は、グァムで敗れた直後の夫と電話で会話したあと、その場で福留から○×クイズが出題された。合流時にゴールデンゲートブリッジにて、○×のTシャツを福留のヘリコプターに見せて解答。その結果正解し、合流決定となった。

### 演出
第二次（第三次）予選が始まる前、「敗者の味方」徳光/渡辺が「ジャンケン撤廃・全員通過」を求めて福留/福澤に詰め寄るが、腕ズモウとなった第10回以外はことごとく福留に一蹴される、もしくは了承したと見せかけて無理難題を吹っ掛け、結局ジャンケンに持って行くという演出があった。第11回では福留が腕ズモウ、徳光がジャンケン復活という逆転現象が起き、日高の裏切りによってこの回はジャンケンとなった。
徳光/渡辺は毎回敗者にインタビューを行い、第一次予選同様に敗者からのピコポンハンマーを受け止めた。第1回ではヘルメットの装着のみであったが、万全を期するため、第2回からアメリカンフットボール選手のプロテクター並みの完全防御態勢で敗者の“恨み”を受け止めていた。また、第3回では徳光の等身大人形も置き、どちらかを叩くのは敗者の自由であったが、人形を叩くのは少なかった。
敗者は予選終了後、徳光/渡辺とともに、空港の送迎デッキから勝者の乗る飛行機に向かって「お前たちは非国民だ」「日本に帰って来るな」「悪徳勝者マンだ」などのシュプレヒコールを浴びせた。徳光時代は大韓航空機撃墜事件やホテルニュージャパン火災など、その年の出来事にひっかけたフレーズが言われるなどの演出が施されていた。
ただし第1・2回では送迎デッキでのお見送りはなく、第1回では敗者はバスに乗せられて浜松町へと行ったが、その内の数名は日光へ旅行に出かけた（この事はスタジオパートで知らされる）。また、第2回では敗者におにぎりとたくあんがそれぞれ2個の弁当が配られ、バスで成田旅行へ出かけた（なおこの敗者たちは全員スタジオに観客として招かれた）。
福澤就任直後の第15回では、この回の第1問を以て勇退した福留が当時メインキャスターを務めていた『ズームイン!!朝!』の放送開始時刻である7:00直前、一旦予選を中断、皆の「留さ〜ん、チェ〜ック!!」の掛け声と共に、ホテル内のテレビに映された『ズームイン』に出演中の福留の様子を拝見した。

### 敗者復活戦
第4回以降では、敗者復活戦が行われなかった第15回を除き、予選終了後に徳光/渡辺による敗者復活戦が行われた。第11回以降では、ここで敗者復活した挑戦者は「敗者復活者」（第11回のうち「名古屋縦断ミニトラクイズ」での敗者復活者のみ「名古屋の敗者復活者」）と書かれたたすきをクイズ中に着用した。ここで復活した挑戦者で上位進出したものも多く、第9回の優勝者金子、第11回の優勝者稲川、第16回の準優勝者大西は、敗者復活者の一人だった。一方、過去の大会の上位進出者で、その後出場した大会では敗者復活戦に挑んだものも多かったが、その中で敗者復活を果たしたのは第8回の道蔦岳史（第5回でメンフィスまで進出）と第12回の準決勝進出者の一人（第8回でインディアナポリスまで進出）とごくわずかだった。
- 第4回 ： バスの中で福引き器による抽選により1名が復活。しかし、復活者には機内の座席が用意されておらず、機内ペーパークイズはトイレの中で行った[注 31]。復活者は夫婦で出場していた妻の方だったが、続く機内クイズで敗退、夫の方はハワイまで進出した。
- 第5回 ： ○×クイズを行ったが、最初の3問は徳光が問題を読む前に答える、途中まで問題文が見えていて文末が「である」か「でない」かわからないパネルを見て答える、徳光と福留の基本給を比べるといった、運でしか答えようのない形式だった。不正解は即失格となり、最後まで残った5名が復活。しかし、復活者には座席が用意されておらず、機内では両端のつり革に掴まっていた[注 31]。ここでの復活組からの最高進出者はメキシコシティーまで勝ち残った女性。
- 第6回 ： ジャンケンクイズに両者とも答えられなかった組が1組あったため、「○○は○○ですが、では…」という問題文が延々と続く長文引っ掛けクイズが1問出題された。不正解は即失格。正解した1名が復活[注 32]。復活者の中にはその後ルイビルまで勝ち残った挑戦者もいた。
- 第7回 ： 3問限定の意地悪早押しクイズが出題。不正解の場合は即失格となり、また各問題に制限時間が設定されており正解が出ずに時間切れになった場合、航空券が七輪で焼かれる[注 33]。この結果、最初の2問が不正解で時間切れとなり、最後の問題を正解した1名が復活。この敗者復活戦には第6回の準優勝者も参加している。復活者はその後グァムのどろんこクイズでも敗者復活を果たしたものの、続くハワイで敗退。
- 第8回 ： 敗者の人数分の航空券入りミニ金庫の山の中から1個を選び、5分間の制限時間内に提示された文章に含まれる語呂合わせの数字3桁で鍵を開けた先着3名が復活[注 34]。
- 第9回 ： 「離陸直前空席待ち早押しクイズ」が行われた。列に並ぶ順番は所持している荷物重量の重い順で決められた。正解者が出なかった場合は航空券1枚を運搬車の中に入ったヤギに食べられてしまう[注 33]。正解者が出なかったのは7桁の数同士の足し算問題で、直前に徳光から計算機の使用も認められたが、間に合う者はいなかった。10席用意された復活枠のうち9名が復活。ただし、機内食は与えられず、おにぎり1個のみだった。この回の優勝者はここで敗者復活を果たしている。
- 第10回 ： 敗者55名が早押し形式による「敗者復活なぞなぞ団体戦」に挑戦。予め5名ずつ11チームに分け、正解すると、その縦列の5名が一挙に復活。ただし不正解だとその列の5名全員が失格だが、不正解による失格者は放送では出なかった。3列×5名の計15名が復活。ここでの復活者のうち2名は北米ルート組まで、3名は南米ルート組、その内1問目と3問目の連帯復活者は南米ルート決勝・リオデジャネイロまで勝ち残った。また、この敗者復活戦には第12回で優勝することになる挑戦者も参加している（第10回では復活できず敗退）。
- 第11回 ： 敗者全員が飛行機で名古屋空港へ飛び（勝者機よりも先に出発）、久伊豆神社での失格者も名古屋空港にて合流した後、徳光の案内による「名古屋縦断ミニトラクイズ」が行われた。第1・第3・第4の各「チェックポイント」（第2は本放送ではカットされている）を「全員通過」という演出の後、名鉄小牧駅前のパチンコ店「ニューヨーク」（閉店により現存せず）において本当の敗者復活戦が実施された。店頭入口で行われる早押し・三択・○×のいずれかのクイズに正解すると玉200発をもらい、パチンコに挑戦することができる[注 35]。出玉2000発以上出した先着7名が復活。手持ちの玉が無くなった場合は再び元手となる玉を得るためにクイズに戻る必要がある。クイズの出題は最初は徳光が行っていたが、途中から徳光が店内の状況レポートに移ってからは増田隆生アナウンサーが行った。パチンコをやったことがない女性挑戦者が誤って台の下皿に玉を入れてしまい、隣の人に正しいやり方を教えてもらう一幕もあったが、この女性は結果的に2000発以上出して敗者復活を果たした。このミニトラクイズには第8回で準決勝まで進出した挑戦者、第10回北米ルートのオーランドや上記のナイアガラまで勝ち残った挑戦者なども参加していた。このときの復活者のうち4名はペーパークイズで敗北、残った3人のうちの2人もグァムのどろんこクイズで敗北。最後の1人は優勝した。
- 第12回 ： 「備えあれば復活ありクイズ」。1問ごとに渡辺が「洗濯石鹸を持ってきた人」などの条件を提示し、該当者のみが早押しに参加できる。ただし最後の1問は条件が「グァムに行きたい人」、つまり事実上無条件だった。1問正解で先着5名が復活。機内ペーパークイズで敗退した女性1名（2問目の正解者で、ブーブーゲートでの敗退シーンが放送された）を除く4名がアメリカ本土上陸を果たし、3名が南米上陸まで、2名が最終週まで勝ち残った。このうち、女性はこの年行われた3度の敗者復活全てで敗者復活を果たし女性挑戦者(ワシントンで敗退)で初めて敗者復活者の襷を着用していた。もう1名は第8回でインディアナポリスまで進出した男性だった。
- 第13回 ： 早く涙を流した人先着3名が復活。2名が復活した後からは全員にワサビが与えられた。第8回・ダコタにおける敗者復活戦とは異なり、涙を誘う本などは用意されなかった。第12回の10位、9位の挑戦者が参加していたが、復活できず敗退となった。復活の3人はそれぞれグァム・ショットオーバー・ロサンゼルスまで勝ち残った。
- 第14回 ： 15秒間で顔面を叩くなどして顔面の温度を高める。終了後にサーモグラフィーによって判定され、その結果、温度の高い上位5名が復活。ただし第5位が2名いたため、復活者決定戦が行われた。復活5名のうち2名がアメリカ本土に上陸している。
- 第16回 ： 東京ドーム敗者からの敗者復活戦再開の嘆願書及び成田でVTR出演したジャイアント馬場からの要望により敗者復活戦が再開。ジャンケンでの敗北時に渡辺をピコポンハンマーで叩いたときの衝撃度が軽かった（渡辺曰く「心の優しい人」）5名が復活。つまり復活者はこの時点で決定していたことになり、渡辺が担当の敗者復活パートでは復活者の発表のみに留まっていた。しかしハワイまでの時点で残ったのはたった1人で、その1人はその回の準優勝者となった。また、復活者の発表前に参考として全員の衝撃度記録と上位5名も発表された。
- "今世紀最後" ： 「掟破りの大勝負」（上述）の敗者から剥奪した1枚のグァム行きチケットをかけてのジャンケン大会。まず敗者全体が2組に分かれ、各々のチーム全員でジャンケン。そして各チームの勝者同士でジャンケン3本勝負。勝った1名が復活。しかし復活者は次の機内クイズで敗退した。

## 第1（第10回のみ第2）チェックポイント（機内ペーパークイズ）
国内予選を勝ち抜いた挑戦者はグァムまたはサイパン行きの航空機に搭乗。その航空機内が第1CP（第10回については後述）となり、機内ペーパークイズ（筆記試験）が行われた。
チェックポイント名称は「東京→グァム」（第1回・第4回・第7回-第9回）、「サイパンへ」（第2回）、「東京→サイパン」（第3回・第5回・第6回）、「成田→グァム」（第10回以降）。ここでは第10回を除き成績上位の30-45名が合格し、残りの成績下位の挑戦者は失格となり、同じ航空機に戻されて日本に送還された（スタジオパートでは「同じ飛行機で日本に強制送還」と表現していた）。
航空機は、第1回はパンアメリカン航空、第2回-第10回と"今世紀最後"ではコンチネンタル・ミクロネシア航空、第11回-第16回は『木曜スペシャル』のスポンサーでもある全日空機。
問題は"今世紀最後"（後述）を除きすべて三択問題。「1」「2」「3」の枠の一つを蛍光色のマーカーで塗って解答する。問題数は第1回が800問、第2回は500問、第3回以降は400問。1問あたり4.8-6.0秒のペースで答えなければならず、まさに時間との戦いであった。
放送では触れられていないが、実際には前半と後半に分けて行われた（例：400問の場合は200問ずつ）。これは挑戦者たちが後半に挑戦している間、スタッフが前半の採点を行うためである。
このペーパークイズは挑戦者の実力を測る試金石であり、歴代クイズ王は概ね好成績をおさめている。また、各挑戦者の得意分野・苦手分野などをチェックする目的も含まれていた。
機内食はペーパークイズ終了後に出された。先にペーパークイズを行うのは食事による影響を防ぐためといわれていた。それ故、余りにもハードな状況（乗り物酔いなど）に体調を悪くし敗者となる挑戦者が毎年必ず出ていた。そのため、途中から挑戦者の笑いを取る問題を混ぜることで、答えやすくしていた。
福留/福澤は挑戦者の解答中に、視聴者向けに低い声で代表的な問題文と選択肢を数問紹介した（答えは字幕）。また、番組初期の頃、制限時間が迫ると福留が「とにかくマークしろ」と挑戦者に声をかけた。これは無解答による点数のばらつきを防ぐためであった。
合否の発表は、第1回では客室乗務員により行われたが、第2回以降では着陸後、タラップの最下段に設けられた「ブーブーゲート」 と呼ばれる装置によって行われた。挑戦者が1人ずつゲート下のマットを踏み、何も鳴らなかった者は合格、ブザーが鳴った者は失格となる。挑戦者にとっては緊張の一瞬で、恐怖のあまり手すりにすがりつき福留に介添えされてステップを踏んだ者、ワイドショーのリポーターのようにハンドマイクをもってリポートするかのごとくタラップを降りていく者、自己採点の結果失格確実を悟りタラップを降りる前から帰国を宣言した者などがいた。ブザー操作はスタッフが行っており、第12回までは高音のブザー、第13回以降は早押しクイズの不正解時と同じブザー音が使用された。
最高得点者はこの時点で司会者の口から発表された。第13回以降（"今世紀最後!"は除く）は、合格者の中の最下位（ワースト1位）も発表されるようになり、ワースト1-3位の挑戦者は以降のクイズで「ワースト○位」と書かれたハチマキを装着した。
失格となった挑戦者は、そのまま機内へ戻り帰国することとなる。社会人、学生、無職など様々であり、中には学校勤務の女性教師(第13回 出場)も失格になったこともある。2人以上の挑戦者のケースでは、夫婦、親子や兄弟姉妹でどちらかが失格になって離れ離れ になったこともあり、特に第4回では母親が失格したのに対し娘は合格、そして娘は決勝地のニューヨークまで勝ち進んで準優勝になったということがあった。
過去にグァムを通過した挑戦者などの場合、機内に戻る前に福留がインタビューしたり、ゲストとしてグァムの神父がが失格者を慰めるため登場することもあった（第8回）。
なお、回によっては合格者の中のワースト挑戦者は敗者復活者などとの入れ替えクイズに臨むこともあった。
- 第4回では、グァムに向かう途中で一度サイパンに着陸し、成績最下位の挑戦者を置き去りにした後、再度出発。代わって敗者復活者が失格者の席に座った。その後グァムで改めて結果発表を行った。
- 第15回ではブーブーゲートに「ピーピーゲート」という機能が加わった。ボーダーライン前後の挑戦者10名程に対し「ピーピー」という警告音が10秒ほど鳴り、その後「ピンポン」とチャイムが鳴れば勝ち抜け、「ブー」とブザーが鳴れば失格。
- 第16回ではグァムを台風が直撃し、救援物資の搬入・出国者の混雑・安全警備上などの理由により、空港での結果発表が不可能な状態となっていた。そのため、成績発表の場所がグァムのホテルの玄関前に変更され「ブーブーゲート」の簡易版（福澤曰く「お友達」）である「ブーブーステップ」がバスの降り口に設けられた。原理はブーブーゲートと同じだが、合格の場合チャイムが鳴った。失格者は同じバスで空港へ戻り、そのまま帰国した。

もし、合格者の最低得点者が2名以上同点で並び、その結果通過定員をオーバーしてしまう場合、同点決勝が行われた。
- 第1回では、通過30名のところ、第30位（416点）が2名いたため、機内で一般問題の○×クイズが行われた。
- 第8回では、通過40名のところ、第40位が2名いた（この2名に対しては、ブーブーゲートは反応しなかった）ため、タラップの下で"最下位同点決勝 ○×女神クイズ"と題して、自由の女神に関する○×クイズが行われた。
- 放送されていないが、第13回でも第40位が複数いたため同点決勝が行われた[3]。また、第7回ではシード権が与えられていた『ウルトラクイズ 史上最大の敗者復活戦』の優勝者と機内最下位通過者（第40位）の同点決勝の予定だったが、第39位が2名出ており、計3名による○×クイズが行われ、『史上最大の敗者復活戦』優勝者が敗れた。

決着が着いてバンザイが終わった後は、第10回を含めて、敗者を乗せた飛行機が日本へ向かうという所で終わるが、第3回では帰国した敗者が夜、成田空港へ着くと、そこには敗者の成績表が掲げられており、更に先述の徳光人形とハンマーがおかれているという「その後」が放送された。

### 特別ルール
次に挙げる各回では、ペーパークイズに特別なルールが採用されたり、ペーパークイズの前後に別のクイズが行われたりした。
第10回 （2機での同時ペーパークイズ）
まず、出国手続きの終了後、成田空港の搭乗口で第1CP「成田★旅立ち」として1問限定の○×クイズが出題された。問題は1978年の成田空港開港時の旅客1番機の行先がグァム行きだっかどうかとの問題だった。
航空機は○機（マルき）と×機（バツき）の2機が用意され、離陸直前まで○の旗と×の旗がコックピットの窓より掲げられていた。挑戦者は2機のうち正解と思った側に搭乗する。
搭乗の際にはスタッフが「○機御一行様」「×機御一行様」の旗を持って挑戦者を各機に誘導した。各機への搭乗制限はなかったものの、結果として偶然にも両機とも35名ずつが搭乗した。
離陸後、○機では福留、×機では徳光が、後楽園球場のオーロラビジョンを模した小型の機材を用いて正解発表を行った。正解である○機の挑戦者は全員合格となり、第1CP勝ち抜け。不正解である×機の挑戦者はその場で全員失格が決定した。
その直後、○機ではそのまま第2CPとして、×機では条件付きの敗者復活戦として、両機とも同じ問題を用いた機内ペーパークイズが行われた。○機の中で×機の最低得点者を下回った者は失格となり、失格者が1名出るにつき×機から成績上位者5名が敗者復活となる。結果発表の際、○機の挑戦者はブーブーゲートが免除され、先にグァム空港で待機し、×機にのみブーブーゲートが置かれたが、復活者がいることは○機から失格者が出ることを意味するため、×機の挑戦者がタラップを降りてくるたび、○機の挑戦者たちが「帰れ」コールを浴びせていた。
その結果、×機からは上位10名が敗者復活となり、それに対応する○機の失格者下位2名は×機の結果発表が全て終わった後に福留により口頭で発表された。テレビ放送時には、その挑戦者が×機からの合格者であることを示す場合、本来の太鼓のような音ではなく敗者復活と同じジングルが流れた。第8回で成田を脱出した挑戦者と他一名が敗者となり、前者は福留に心底申し訳なさそうに詫びられた後、敗退が告げられ勝者たちはどよめいた。なお、この時敗者復活した上位10名のうち最後に復活した挑戦者（成田でも復活したため2回敗者復活している）は南米ルート準々決勝チチカカ湖まで勝ち残り、敗退に際して成田での敗者復活戦の模様が放送された。他にも機内総合2位(×機1位)この回でクイズ王となった森田敬和と、のちの第13回で準優勝となった永田喜彰であった。
第11回 （名古屋敗者復活者関連）
名古屋での敗者復活戦（前述）で復活した7名は当日夜に名古屋空港からグァムに向けて出発。その機内でジャンケンの勝者同様に、機内ペーパークイズが同行アナウンサーである増田隆生の進行によって行われた。ここでは勝者機の平均点を上回った挑戦者だけが合格とされ（合格者発表の模様は放送されず）、その結果として3名がグァムに上陸できた。この回の優勝者である稲川はここでペーパークイズ総合1位を記録した。
さらに深夜、勝者機でのペーパーテスト通過者の成績ワースト3名が就寝中のホテルから呼び出され、ホテルのプールサイドにて名古屋の復活者との計6名による「深夜トレード早押しクイズ」が行われた。2ポイント勝ち抜け、お手つき・不正解はマイナス1ポイント。深夜に行われたため、早押し音は柱時計の鐘の音、正誤のチャイムは福留が小声で発した。その結果、名古屋の復活者3名が揃って通過した。敗れた3名は、ここで1問も解答権を得られず敗退し、翌日のどろんこクイズに挑戦することなく帰国となった。
"今世紀最後" 「フィッシュorチキンクイズ」
これまでの400問ペーパークイズではなく、漢字書き取りクイズが行われた。クイズ前に客室乗務員から"Fish or chicken?"と尋ねられ、"Fish"と答えた挑戦者は魚の種類を、"Chicken"と答えた挑戦者は鳥の種類を、知っている限り漢字とその読みを書く。制限時間は15分。漢字が合っていれば1ポイント、読みも合っていればさらに1ポイント。機内食もFishの挑戦者は白身魚のソテー、Chickenの挑戦者はグリルドチキンだった。

## 第2（第10回のみ第3）チェックポイント
第2CP（第10回では第3CP）は、グァムまたはサイパンとなっており、次のクイズが行われた。通過人数は20-30人。
第1回グァム、第2回・第3回サイパン （○×クイズ）
第1回・第2回では○×のボードを掲げる方式、第3回ではホテルのベランダで解答する方式。不正解だと即失格。勝者が初めて出たところで終了し、最終問題の失格者の中から残りの勝者を決める敗者復活戦が空港の玄関(第3回ではホテルの庭)で行われた。敗者復活戦は、第1回では同様の○×クイズ、第2回ではカルタクイズであった。第3回ではOAでまるまるカットされたため詳細は不明。
第4回、第7回-第15回グァム （突撃○×どろんこクイズ）
詳細は後述。本番組の看板クイズとなり、2006年から2008年にかけて復刻版としてCMが制作された。また、第5回では敗者復活戦として登場し、"今世紀最後"では決勝の西インド諸島で登場した（決勝戦参照）。
第5回・第6回サイパン、第16回グァム （空席待ち早押しクイズ）
「空席待ち早押しクイズ」を参照。第16回のグァムでは、クイズ前日の台風により現地に被害が生じるほどの環境であったため、泥のプールが作れず、どろんこクイズに代わって行われた。ただしどろんこクイズの○×ボード自体は組まれ、ボードが倒れると早押し機が出現するという演出が行われた。
"今世紀最後"グァム （大家族どろんこ綱ひきクイズ）
泥プールを用いた団体戦の綱引き。「団体戦クイズ」を参照。

### 突撃○×どろんこクイズ
番組の看板クイズの一つ。回によっては、「突撃○×ドロンコクイズ」と表記された。また、第4回は「グアム○×どろんこクイズ」というタイトルだった。後述の第14回は「台風直撃!! 緊急事態○×クイズ」という表記だった。
巨大なボードにそれぞれ「○」と「×」が描かれた2枚の大きな破壊可能のプレートが設置され、その向こうに泥のプールが掘られている。プレートは第8回まで、左側が×、右側が○だったが、第9回以降は逆に、左側が○、右側が×になった。クイズは挑戦者1名に対して1問、○×クイズ形式で出題され、挑戦者は正解と思う方のプレートに向かって飛び込む。第12回までは、クイズ会場の脇に吊された問題封筒の中から挑戦者が1つ選ぶ方式がとられていた。解答時間は問題を聞いてからプレートに飛び込むまで10秒。正解の場合は泥プール上に敷かれたマットの上に着地し勝ち抜けとなるが、不正解の場合は泥プールの中に突っ込んで全身泥まみれとなり失格。誤答すること自体がそのまま罰ゲームになるクイズ形式であった。泥の中には染料が混ざっているため、一度泥の中に入ると、泥の色が衣服から取れることはまずなかった。しかも泥が体の中まで浸透するため、帰国後になっても体から泥が出てくるほどであった。マットには移動要員としてスタッフ6名が角と真ん中の部分についており、クイズ中は持ち場でしゃがんで待機していた。まれに挑戦者に直撃されたり衝撃で跳ね飛ばされて 泥プールに転落するスタッフもいた。
第4回で初登場。最初に挑戦して泥の犠牲となったのは第2回優勝者であった北川宣浩だった。翌第5回でもサイパンでの敗者復活戦として実施されたが、挑戦者と手本で飛び込んだスタッフの計2名が負傷し、第6回では行われなかった。初期の泥プールはただ砂浜に穴を掘り、泥をためただけの簡素なものでマットも巨大なウレタンマットではなく、スタッフがブルーシートを張り、受け止めるような形であり見た目にも危険であった。第7回で泥プール拡大、ウレタンマットの使用、泥プールのまわりをラバーで加工するといった対策を行い再登場。その後は恒例化し、第15回までグァムでのクイズとして毎回登場した。挑戦者が泥に飛び込むシーンは番組OPや参加者募集CMにも多用された。
このクイズは1問につき解答者が1名であり、解答時間も短いため、第一次予選では出題されないような、第三者から見れば絶対に正解が解る問題も出題されたが、冷静さを欠いて誤答する挑戦者は多数存在した。その馬鹿馬鹿しさから、誤答した挑戦者に福留が「そんなわけねぇだろ！」などと叫ぶシーン、呆れて「よっこらしょ」などと言うシーン が頻繁に映し出されていた。
大半の挑戦者は○×ボードに頭から飛び込んでいたが、頭から飛び込むことが義務付けられていたわけではなく、足から飛び込み下半身だけ泥にまみれた挑戦者や、第7回ではドロップキックでボードを破壊し通過した挑戦者 などがいた。泥に飛び込んだ時の事故を未然に防ぐため、挑戦者のネームプレートは普段使用するプラスティック製ではなく紙製のものが使用され、また眼鏡やコンタクトレンズは出題前に事前に外すよう求められた（眼鏡は福留と福澤が直接挑戦者から預かることが多かった）。帽子については特に外すようには求められなかった。
第14回では、クイズ当日に台風が直撃し、強風や大雨で通常のどろんこクイズを行うことが困難な状態となった。機材へのダメージを防ぐため収録時間を短縮することとなり、急遽挑戦者1名ずつ実質○×札上げクイズ（○×のボードを掲げて答える形式）に切り替えられた。正解は福留が口頭で発表。なお、クイズの会場は当初の予定通り、どろんこクイズのセットが設けられた海岸。挑戦者やスタッフは全員雨でずぶ濡れになったが、中には正解・不正解にかかわらず、壊滅状態の泥プールに自ら飛び込む挑戦者もいた。このときは正解のマットは存在せず、正解であろうと泥に飛び込むこととなっていた。
泥プールの犠牲者第一号になるのは、大半が男性参加者である。第13回では、機内通過者ワースト1-3位の挑戦者から「ワースト○位」と書かれたハチマキを装着したまま開始された。1位と2位の男性参加者は正解して勝ち抜けになったが、「ワースト3位」と書かれたハチマキを装着した女性参加者は、不正解となり泥プールの中に突っ込んで全身泥まみれとなっただけでなく、大会初の泥プールの女性犠牲者第一号になったこともある。
このどろんこクイズが誕生したのは、現・テレビマンユニオン取締役副会長の白井博によると、子供と一緒に散歩に行った雨上がりの公園で、濡れた砂場を見て思いついたのがきっかけだったという。泥は水分が多いと体に付きにくいので映像的には面白くないとし、水といい具合に馴染んで体に付きやすくなるように、練って作って3日間ほど寝かせた泥を使ったと話している。
なお、この形式のクイズは第3回のサイパンで登場させるつもりで「海岸に立てられたプレートに飛び込み、正解ならゴムボートの上、不正解ならそのまま海に落下」というものを想定し、現地でロケハンを行ったが、結局ふさわしい場所が見つからなかったためにこの時は断念したという経緯がある。

#### 敗者復活戦
正解者が規定の通過数に足りない場合は残りの枠を巡る敗者復活戦が行われた。ここでの敗者復活者は決勝戦や準決勝まで勝ち残る挑戦者も多かった。
- 第7回 「激突!ドロレスカルタクイズ」： 数値で答えるクイズが出題され、数字が書かれたカードを泥プールから拾う。5名が復活。この回の決勝進出者2名（横田尚・優勝、渡辺晶夫・準優勝）とセントルイス敗者 田村信明はいずれもここで復活を果たしている。
- 第8回 「ドロンコボール争奪クイズ」： ルールは第7回と同様、数字が書かれたボールを泥プールから拾う。3名が復活。復活者は勝者とハイタッチを行ったが、泥まみれの凄惨な姿だったため勝者たちは触れることを嫌がり、軽くタッチするだけであった。福留からは「死神がついたみたいだ」とも言われた。復活者のうち一名が本土上陸を果たした。
- 第9回 「どろんこ3択カルタクイズ」 ： 三択クイズが出題され、番号が書かれたカードを泥プールから拾う。罰ゲーム兼用であり、敗者はこのクイズのために一旦泥を洗い流している。この回の準優勝者である長谷川威夫はここで復活を果たしている。
- 第10回 ： ○×クイズ（未放送）[6]： 札上げクイズを行い、勝ち残った2名が復活。この回の優勝者である森田敬和と北米準決勝まで進出した小倉章市はここで復活を果たした一方、後の第13回準優勝者の永田喜彰はここで失格となった。
- 第11回 「泥んこリンボー早押しクイズ」 ： 泥プールをロープをくぐりながら渡り、早押しマットを踏んで解答する。1ポイントで復活。不正解でも失格にはならない。7名が復活した。この回の準優勝者である山賀恵美子と準決勝まで進出した宇田川敦史はここで復活を果たしている他、上位まで勝ち残った挑戦者も多かった。
- 第13回 「逆ドロンコクイズ」 ： 通常のどろんこクイズとは逆に、泥プールに落ちれば正解、マットに救われたら不正解で即失格。3名が復活。この回の優勝者である長戸勇人はここで復活を果たした一方、第11回優勝者の稲川は不正解し失格となった。

正解者が定員よりも多く出た場合は勝ち抜け決定戦を行った。決定戦は○×札上げクイズなどを行ったが、放映されたことはない。第13回の「逆ドロンコクイズ」でもそれだけでは復活者が決まらず、札上げクイズで決着を付けたが、その部分は放映されていない。

## 序盤戦のクイズ形式
主にハワイといった暖かな島での海辺や大陸上陸直後の海岸によるチェックポイント（第3・第4チェックポイント）にて行われたクイズについて解説する。

### 1対1対決早押しクイズ
各挑戦者が1対1で行った早押しクイズ。敗者はその場で何らかのペナルティを受けるのが通例となっていた。全挑戦者の半数が敗者となるが、敗者復活戦が行われたのは第9回と第14回のみである。
- 第1回 第3CP ハワイ ： 沖合いに出航した船の船上にて行われた[注 54]。3ポイント勝ち抜け。お手つき・不正解はマイナス1ポイントで、-3ポイントになると失格。敗者は勝者がフラダンスを踊っている様子を観覧した後ボートに乗って海を渡った。番組の名物となったウルトラハットと罰ゲームはここで初登場した。
- 第3回・第4回 第3CP ハワイ「ダイビングクイズ」 ： オレンジ色のライフジャケット[注 55] を着た挑戦者は船上から海上に突き出たボード上[注 56] に座ってクイズに挑戦。着席方法は第3回は板にまたがり、第4回では板の上に正座であった。敗者は真下の海に落とされる。2ポイントで勝ち抜け。2回目のお手つき・不正解をすると失格となる。誤答はマイナス1ポイント。クイズの途中で落ちても失格。逆立ち体勢から一回転したり、後ろ向きで飛び込んだりと個性的な落ち方をした敗者もいた。敗者は船の近くに停泊しているボートに乗ってクイズの様子を観戦。両回ともクイズ終了後には福留が勝者によって海に落とされる演出があった。
- 第5回 第6CP アカプルコ「ドラフトクイズ」 ： 挑戦者を「アカ組」「プルコ組」の2組に分け、片方の組の挑戦者1名と対決したい挑戦者をもう一方の組から挙手制で募り、1対1の早押しクイズ。3ポイントで勝ち抜け。お手つき・不正解はマイナス1ポイント。この回では負けても即敗者でなく再度対戦することができ、最終的に残った1名が敗者となった。福留によると、出題した問題のキャンセルが相次ぎ、収録にかなりの時間が掛かったという。
- 第6回 第3CP アラスカ ： アンカレッジ・ポーテージ氷河をバックにして行われた。2ポイントで勝ち抜け。お手つき・不正解はマイナス1ポイント。
- 第9回 第3CP ハワイ「クイズ・ジャポン ワイらキキ一髪」 ： 第3回と同様だが、不正解すると板が一段下がるルールが追加された。相手が2連続不正解をしたため不戦勝となった挑戦者がいた。対決クイズ終了後、敗者復活戦として日系人移民の協力によるアンケートクイズが行われた。
- 第11回 第4CP ロサンゼルス「戦車ロシアン・ルーレットクイズ」 ： 画面上にて左側の解答席にはネームプレートに記された番号が小さい順、右側の解答席にはネームプレートに記された番号が大きい順に挑戦者が指名されて登場し、全24名計12組が1対1での早押しクイズを行った。戦車は5台あり、クイズ開始前、同行アナウンサーの増田隆生が、解答者の見えない所で赤と青の2つのルーレットを回して砲弾が発射される2台の戦車を決定。クイズに正解すると、5台の戦車の中から1台を指定してヘルメットを被り塹壕に隠れ、砲弾が発射されれば勝ち抜け、「ハズレ」幕が出されたら早押しクイズに戻る。お手つき・不正解は1回休み。ただし、実際に放送されたのは7組だった。なお、クイズ開始前に福留からここでは敗者復活戦は行わないと事前通告があった。この形式のみハットを被らず、解答席に「?」マークが設置された早押しテーブルが使用された。
- 第14回 第3CP タヒチ「無人島カヌー対決クイズ」 ： 対戦相手は事前に挑戦者自身の指名（『ねるとん紅鯨団』を模したルール）により決定された。2ポイントで勝ち抜け、お手つき・不正解は1回休み。挑戦者はライフジャケット着用の上で身体をロープでカヌーと繋がれ、敗者は早押し機が設置されている浅瀬からカヌーによって沖へと引きずられていく。その後、敗者復活戦で近似値クイズが行われ、敗者12名中正解に近い5名が敗者復活を果たした。
- 第15回 第3CP ハワイ「対決生首クイズ」 ： ドーム通過者130人のアンケートから判明した「性格の似た者同士」という条件に基づいて対戦相手が決められた。挑戦者はあらかじめ砂浜に掘られた穴に入った状態でクイズに挑戦、早押しボタンは頭上に装着するタイプを使用した。そして対戦カードは「くじ引きダンサーズ」という現地のフラダンサーがフラダンスを踊りながら、その中の一人が近くのヤシの実を取ってヤシの実に貼られている数字の場所で行う。1問正解するごとに相手の穴にバケツ3杯分の砂が入れられる。3ポイントで勝ち抜けで、お手つき・不正解は対戦相手に自動的に解答権が移動する。敗者は首から下が砂で完全に埋められて身動きが取れなくなる。クイズ終了後、置き去りにされた13人の敗者は潮が満ちて来るのに備えてゴーグルとシュノーケルが装着された。
- 第16回 第3CP ハワイ「対決 ドボンクイズ」 ： 第4回とほぼ同様だが、ウルトラハットの代わりにパトライトが使われている。また、板の上げ役は現地の男性が務めた（今まではスタッフが担当）。組み分けはツアードクター「バウバウ海渡」の血圧測定により、「小心者」と「図太い奴」に分けた。板の色は白。ライフジャケットの色は黄色。お手つき・不正解は1回休み。敗者は船から離れた場所にある「敗者席」の幟がある浅瀬に立った状態で待機。
- "今世紀最後" 第3CP ハワイ「負けたらスカイダイビングクイズ」 ： 上空4,000メートルの飛行機内で行われた。2ポイントで勝ち抜け。お手つき・不正解はマイナス1ポイント。敗者はその場からスカイダイビングで地上へ降下（インストラクターが同伴）。スカイダイビングの説明兼デモンストレーションのために、当時56歳の福留自身も飛んでみせた。

このクイズの変形として、『ウルトラクイズ 史上最大の敗者復活戦』で行われた「石の上にも三人クイズ」がある（3名ずつの対戦で、1名しか勝ち残れない）。

### 団体戦クイズ
挑戦者全体を4-7名ずつのチームに分け、チーム対抗で行われたクイズ。いずれも体力を必要とするクイズであった。第9回から登場。
まず、チーム対抗で競技を行い、勝ったチームに対して解答権が与えられる。問題は、第12回と"今世紀最後"では競技の前に出題され、それ以外の回では競技後、勝ったチームに対して出題された。1つの問題に複数、最低でもチームの人数以上の正解があり、チームの各メンバーが1つずつ答える。全員が正解すればチーム全員が勝ち抜け、1名でも不正解の場合競技のやり直し。最後まで残った1チームが失格となるが、多くの場合は敗者復活戦が行われた。
放映では編集されていたが実際の収録は時間がかかっていた。参加者同士は本来ライバル関係であるが、このクイズはチーム戦ということで、励ましあいの一致団結の姿が見られた。逆にチームのうちの1名が簡単な問題で間違えると一時的な仲間割れもあった。勝ち抜けたチームは心から嬉しそうに抱き合ったり万歳をするなど、喜びを体一杯で表現した。また、残りチーム数が少なくなるにつれ、メンバーの疲労困憊が目に見えて判るようになり、ロケにも関わらずやらせなしの人間性そのままの映像を映し出していた。
- 第9回 第4CP サンフランシスコ 「バケツリレー6連発クイズ」 ： クイズ会場はキャンドルスティック・パーク。消防隊が行うバケツリレーをクイズに取り入れたもの。「ば」「け」「つ」の各組6名×3チームで行った。バケツを使って台の上のドラム缶に最も早く水を一定量入れたチームに解答権が与えられる。敗れた「つ」組は一問三答早押しクイズに挑戦し、2名が敗者となった。
- 第10回 第4CP ハワイ 「富める者も貧しき者も 一問多答つな引きクイズ」 ： 挑戦者の所持金の多寡により、金持組・中流組・貧乏組・極貧組の各7名×4チームに分けて4方向での綱引きを行った。チーム最後尾の1名が早押しマットを踏むことにより解答権を得ることができる。その後3チームで3方向綱引き、2チームで通常の綱引きとなり3チームが勝ち抜け。極貧組が敗れ、その中から1名が「山手線サバイバルクイズ」で敗者復活。
- 第11回 第3CP ハワイ 「命預けます 一問多答つな引きクイズ」 ： 今後、どの程度長く勝ち残れそうかという「クイズ寿命」を占い師の手相占い[注 57] により予想し、長く勝ち残りそうな方から、亀組・鶴組・人並み組・かげろう組の各7名×4チームに分けられ、第10回と同様のルールで4方向での綱引きを行った。3チームが勝ち抜け。亀組が解答権を取ることなく敗れ、その後、3名が「あつあつワイキキ新婚クイズ」で敗者復活。
- 第12回 第3CP バロー 「一問多答 人間ピラミッドクイズ」 ： 体脂肪率の高い順に、クジラ組・アザラシ組・白クマ組・カリブー組の各5名×4チームに分かれての「人間ピラミッド」競争。下段3名・上段2名のピラミッドを組んで前進し、最も早く早押しマットを踏んだチームに解答権。不正解はチーム全員が北極海の水で顔を洗わなければならない。 一問多答クイズに全員正解後、歌詞と音声が隠されたカラオケの映像を見て曲名を答える「カラオケ通過クイズ」に正解すれば勝ち抜け。クジラ組が敗れ、そのうちの3名が、早押しマットを裸足で踏んで解答権を得る形式の「しもやけ早押しクイズ」（1ポイント勝ち抜け）で敗者復活。アラスカの北の果てにあるバローという土地柄か、「カラオケ通過クイズ」には北国を歌った演歌が使われた。勝ち抜けたチームは正解の歌を全員で歌い、敗れた2名も歌った。
- 第13回 第4CP ゴールドコースト 「団体一問多答 ライフセーバーのようなクイズ」 ： 海水浴客を守るライフセーバーに見立てたクイズ。予め各々挑戦者に家族宛てのビデオレターを撮らせ、その内容によって、健全にクイズに取り組む（健）チーム、仕事・学業・家族などを気にする（仕）チーム、遊び気分で参加の（遊）チーム、その他の普通の人たちである（普）チームの各6名×4チームに分かれて行った。各チーム1名が「溺れ役」として沖で待機し（待機地点には挑戦者が流されないようロープが張られていた）、他の5名はゴムボートを担いで海に入り、溺れ役をボートに乗せて砂浜に戻る。最も早く早押しマットを踏んだチームに解答権。不正解はボートにバケツ2杯分の水を入れられる。（仕）チームが敗れ、そのうち4名が「ダウトクイズ」で敗者復活。
- "今世紀最後" 第2CP グァム 「大家族どろんこ綱ひきクイズ」 ： 7名ずつの6チームに分かれ、1チーム対1チームの綱引きを行った。綱引きに勝てば解答権を得られ、負けると引っ張られて中央の泥プールに落下する。不正解者は次の問題で綱引きに参加できない。テレビ放送45周年にちなみテレビ番組に関する問題などが出題された。ここでは敗者復活戦は行われなかった。

第14回では、上記とはルールの異なる団体戦が行われた。
- 第14回 オレゴン街道（第5CP） 「幌馬車マラソンクイズ」 ： マラソンクイズ（後述）と合体したクイズ。挑戦者自身が選んだバンダナの色によって緑・青・赤・黄の各4名×4チームに分かれて行った。幌馬車の後部に設置された早押し機の前に各チーム一列に並んで走りながらクイズを行う。まず各チームの先頭にいる者に対して一問一答早押しクイズを行い、正解した場合は次のメンバーが早押しに参加する。メンバーの2名が正解すると、残りの2名に対して一問二答クイズを出題。1名1つずつ答え、ともに正解すればその時点で4名全員が勝ち抜け、1名でも不正解の場合はまた一問一答クイズからやり直す。赤チームが敗れ、その中から敗者復活戦のリレークイズで1名が復活した。

### 奇襲クイズ
熟睡中や観光中など、挑戦者が油断しているさなかで突然行われるクイズ。第5回で初登場し、第13回以降は毎回実施されている。挑戦者の人数が多い序盤のチェックポイントで実施されることが多かったが、第15回では残り5人の状況で実施され、まさに奇襲であった。「ウルトラクイズって信じてはいけない番組だったんですね」（第8回と第15回）という挑戦者のコメントも生まれた。第11回ではペーパークイズ勝ち抜け下位3名のみ参加（「第1チェックポイント」節を参照）。
クイズ形式は○×クイズまたは早押しクイズ。
- ○×クイズ - 挑戦者が一斉に○×の札を上げて解答するが、挑戦者には正解を教えず、視聴者にだけ教える。そして単独最下位が出たところでクイズ終了。失格者はすぐに発表せず、不安な状態のまま挑戦者を解散させ、翌朝に失格者を発表するのが代表的な例。
  - 第5回 第4CP ロスアンジェルス（ホノルル空港）「眠気覚ましの奇襲クイズ」： 次の目的地ロスアンジェルスに向かうために早朝ホノルル空港に到着した14名の挑戦者に、福留が今眠いかどうか尋ねた後「それでは眠気覚ましにクイズを行う」と発表、空港玄関で○×クイズが開始された。終了後全員ロスアンジェルス空港へと出発したが、1名の敗者の荷物は「東京直行」のステッカーが貼られて羽田空港へ輸送され、目的地のロスアンジェルス空港には届かなかった。その敗者はロスアンジェルス空港に待合のため6時間待たされ（この間空港から外に出られない）、その後ロスアンジェルスから羽田まで10時間以上かけて帰国となった。
  - 第13回 第3CP グァム→オーストラリア 「3時のあなた 私がマクラをかかえたらクイズ」 ： 午前3時にホテルで就寝中の挑戦者25名を起こして通路内に集め、○×問題を出題。挑戦者は表に○、裏に×が書かれた枕を使い、次の目的地であるオーストラリアに関する○×クイズが出題される。解答者は枕を顔に当てて前が見えない様に答えを提示し、正解は視聴者だけに正解が描かれた枕をスタッフが挑戦者の前に投げて発表、挑戦者は正解を知らされない。最下位の一人が出るまで出題され続けるが、3問で決定して終了、再び就寝となる。翌朝、グァム国際空港で近畿日本ツーリストの社員から通過者にオーストラリア行きのチケットが渡され、敗者に渡されない流れだったが、全員にチケットが渡される。だが、日本の車両通行止めの標識の中にオーストラリアの地図が描かれた「禁オーストラリア」マークが印刷されたチケットを渡された挑戦者が最下位で脱落、その場で日本への帰国が決定した。前日は奇襲を警戒した挑戦者がおり早めに寝たが、何事もなかったので油断したところに仕掛けられた奇襲だったという[7]。
  - 第16回 第4CP ハワイPARTII 「真夜中のウルトラツアー○×クイズ」 ： 午前2時に深夜のハワイ観光と称し、バスでハワイの名所各地へ行き○×クイズを行った。第13回と同じく枕を使って答える。なお、掲げる際は第13回と同じく枕を顔に当てる形であったが、正解発表は挑戦者たちの背後をスタッフが旗を持って駆け抜ける形式であり、枕を顔に当てる意味はなかった。翌朝、挑戦者たちは海岸に集められ、遠い沖で発表された敗者の苗字を双眼鏡を使って確認した。
  - "今世紀最後" 第2CP-2 グァム 「奇襲 クイズ団体行動」 ： 綱ひきクイズ終了後の買い物タイム中に行われた。約束の集合時刻ちょうどにバスの前で○×クイズがスタート。○×のボードを掲げて解答。買い物店内で福留の音声が流れて急いで戻って来て、遅くまで買い物をしていた者は、出だしの何問かを答えることができなかった。その後深夜のホテルにおいて、敗者決定戦「深夜の出前クイズ」。バス前のクイズで最下位に並んだ3名の部屋を福留が順次訪問し、サドンデスの○×クイズを行った。敗れた1名は結果を通知されず、ホテルに置いてけぼりとされた。なお、一番遅くに来た人がこの回の優勝者である小川圭太で、最後に勝ち残った2名のうち1名は、準優勝者の清水耕司だった。
- 早押しクイズ - 第15回を除き、少人数での早押しクイズが行われ、負けた者はまた別の挑戦者にクイズを仕掛けるという、後になればなるほど不利なクイズ形式だった。
  - 第8回 第2CP-2 グァム 「時差ボケ調整 暁の奇襲作戦 敗者たらいまわしクイズ」 ： 午前4時頃、最初に福留が部屋番号が書かれたくじを引く。その宴会の果てに熟睡中の挑戦者の部屋[注 58] へ行き、叩き起こしてまず2名による早押しクイズを行った。1ポイント勝ち抜け。負けた1名はくじを引いて次の部屋へ行き、今度は3名で早押しクイズを行う（ただし一部屋だけ1名の場合は2名となる）。これを繰り返し、最後の部屋[注 59] で負けた1名が敗者。終盤にクジを引かれた挑戦者が圧倒的不利になるため、運の要素がかなり高かった。深夜-早朝という時間帯を考慮して、正解時の電子音は通常のクイズとは別の物が使用された。また、勝利した部屋によっては勝ったにも関わらず罰ゲーム的な待遇を受けることもあった[注 60]。
  - 第14回 第4CP タヒチPARTII 「ゲリラクイズ」 ： まずは観光中の挑戦者たちに対して「早い者勝ちクイズ」開始と館内放送で案内。その際には解答席は2つのみが設置されていて、最も早く解答席に到着した2名で早押しクイズを行い、正解した1名が勝ち抜けた直後に「早い者勝ちクイズ」を終了。その後、最初に「早い者勝ちクイズ」の解答席に着いたもう一方の挑戦者が最初のゲリラとして福留から指名され、ここから「ゲリラクイズ」が開始された。ゲリラはワイヤレス早押し機を背負い、観光中の残りの任意の挑戦者に対して不意打ちで1対1の早押しクイズ（1ポイント勝ち抜けでお手つき・不正解は1回休み）を仕掛けることができ、そのクイズで正解した側は勝ち抜け、負けた側は次のゲリラとなる。これを繰り返していき、最終の1対1早押しクイズで負けた者が敗者となる。午後4時から翌日の正午まで、敗者決定までに約20時間に及ぶ長丁場のクイズとなり、最後まで出題を担当した福留が「誰の罰ゲームだ」とぼやく一幕もあった。罰ゲームでは、敗者はタヒチの住民にゲリラクイズを挑み、勝てば罰ゲーム終了のはずだったが、逆にその住民からクイズを仕掛けられ、再びゲリラクイズを行うこととなった。
  - 第15回 第12CP オーランド 「奇襲大作戦」 ： 午前3時、就寝中の挑戦者5名全員が突然叩き起こされ、それと同時にホテルの前で早押しクイズの出題開始。荷物をまとめて早押し機に到着次第クイズに挑戦。3ポイント勝ち抜け。お手つき・不正解はマイナス1ポイント。早押し機は、直前のチェックポイントのマラソンクイズで使用した装置が流用された。序盤の問題は答えがややこしい問題や計算問題が多く、寝ぼけ気味の挑戦者の不正解を誘った。

「奇襲クイズ」と銘打って行われたのは以上であるが、グァム・サイパン以降のチェックポイントでは、直前までクイズをいつ行うか挑戦者に対しては知らされないことが多かった。そのため、広義の意味においては大半のクイズが「奇襲」とも言えた。

### 序盤戦のその他のクイズ形式
カルタクイズ
第2回第2CP・サイパンの敗者復活戦で行われた。数値で答える問題が出題され、挑戦者はカルタの要領で、正解の数字が書かれたカードを取る。正解のカードを最も早く取った者が復活、お手つきは顔に付け黒子が貼られ、2回お手つきすると失格。この回の優勝者である北川も復活している。後に第7回-第9回でも同様のクイズがグァムの敗者復活戦で行われているが、こちらはどろんこクイズの泥プールで行われ、不正解ペナルティは無し。また、第8回ではカードではなくボールを取る方式だった。第9回は数字に関するクイズではなく、泥の成分を当てる三択クイズで1問で決着がついた。
記憶力クイズ
第2回第3CP・ハワイで行われた。挑戦者はまずステージで行われるハワイアンショーを一定時間観る。ショー終了後、そのショーに関連した問題が出題され、スケッチブックに答えを示す。問題は「浴衣を着ていた子供の帯の色は?」「ダンサーが最初にたいまつを投げたのはどちらの手?」「登場したダンサーは全部で何人?」など。3ポイントで勝ち抜け。勝ち抜け人数は20名中10名。最後は同点決勝が行われた。
クレーン宙吊りドボンクイズ
第5回第3CP・ハワイで行われた。○×どろんこクイズと同様、一問の○×クイズで勝敗が決まるが、出題方法がユニークな形式である。挑戦者はペアになり、1名が出題者、もう1名が解答者。出題者は数種類のジャンルの中から問題の封筒を選択し、その封筒に入っている問題を読んで解答者に出題。出題後、解答者はクレーンで宙吊りになり、上部にある○か×のパネルを取って解答する。正解ならゆっくりと陸上に下ろされ勝ち抜けだが、不正解だとそのまま急降下して着水、失格となる。その後出題者は解答者となり、別の出題者の出す問題に答えるという志向を繰り返す。なお、第5回の機内トップで当時学生クイズ王として知られていた道蔦岳史に出題したのは第3回クイズ王の宗田利八郎だった。その後、宗田はクイズ前日に一緒にディスコで遊んでいた他の挑戦者たち共々敗退した。失格者は海に浮いてあるカヌーに乗って待機。
つな引きクイズ（第7回・第8回）
第7回・第8回の第3CP・ハワイのワイキキビーチで行われた。両回とも挑戦者24名が半分の2つのチームに分かれて綱引きを行う。綱のセンターにセンサー付きのレールがあり、綱を引っ張ってセンサーをレールの端に付けると札が立ち上がる。問題が読み上げられた後、綱引き開始。ただし、解答権は勝ったチームの先頭の人にのみ与えられる。1問正解で勝ち抜け、通過人数は12名。不正解は第7回では二軍行き、第8回では列の最後尾に回る。なので、問題の解答に自信が無ければ先頭の人は裏切って相手チームの方向に引っ張って相手に解答権を押し付けることができる。
第7回「早起きつな引きクイズ」の並び順では、早起きしてクイズ会場に早く到着した順（「カメ組」と「ハメハ組」に分かれた席に前から順に座って待機）、それぞれの列の前から6名ずつのみ参加（先頭の2人は花で飾られたの赤と青の早押しヘルメットを着けていた）で7人目以降は2軍として待機状態だったため勝ち抜け者が出ても戦力差はそれほどなかった。この回の機内トップで優勝者の横田は前から三番目だったが前列の二人が不正解で回答権が回りトップ通過をした。
しかし第8回「朝めし早食いつな引きクイズ」では朝食を早く食べ終わった順。全員参加だったため勝ち抜け者が出たチームは人数が減りそちらが不利になった。第8回でも機内トップを記録した道蔦だったが、朝食でのハンデが響いて解答権を得られぬまま敗退した。
なお第10回・第11回、今世紀最後のは団体戦形式で「団体戦クイズ」を参照。

## 早押しクイズ
早押しクイズは、本選に入ってから最も多く使われたクイズ形式である。実力差が出やすいので、ある程度人数が絞られてから行われることが多かった。本番組の早押しクイズでは、早押しハット（ウルトラハット）という帽子状の機材が使用された。
本戦で登場したクイズ形式の多くは、早押しクイズを基本にバリエーションを持たせていた。負けた時点でペナルティがある形式（1対1対決早押しクイズ）、早押しボタンの代わりに声で早押し判定をする形式（大声クイズ）、勝ち抜けに通常の早押しクイズ以外の要素が入っている形式（双子神経衰弱クイズ、ギャンブルクイズなど）、早押しボタンを押すまでに何らかの運動が必要な形式（体力クイズ）などがある。

### 基本ルール
問題の読み上げ途中であっても、最も早くボタンを押した者が解答権を得る。問題読み上げが終わったあと5秒以内に誰も解答しない場合、その問題は無効となる（キャンセル）。また、ボタンを押してから5秒以内に答えられなかった場合はお手つきとなる。基本的に、正解すればポイントが1点増え、規定ポイントに達すれば勝ち抜け。規定の人数が勝ち抜けた時点で終了し、最後に残った挑戦者が失格となる（この点は早押しに限らず、多くのクイズに共通する）。
お手つき・不正解の場合は、次のようなペナルティが与えられた。ペナルティのルールはチェックポイントによって異なっていた。
- マイナスポイント ： ポイントが1点減る。初期の大会では福留が「お手つき、間違いがあった場合はマイナス点がどんどん増えてまいります」と説明していた。
- 一回休み ： 次の問題のみ解答権が無くなる。初期から中期の大会では不正解者が起立するなどし、「解答権がない」ことを視聴者に明白にすることもあった。不正解の次の問題がキャンセルまたは他の解答者が不正解だった場合、不正解者は無傷で復帰できる。
- その他のペナルティ ： 遠く離れた場所まで往復する、課題をクリアしないとクイズに復帰できないなど、さまざまなペナルティが課せられていた。事実上複数回休みとなる。

早押しクイズで出題された問題のうち、最初の何問かは開催地にちなんだ「ご当地問題」が出題され、旅行ガイドブックやパンフレットなどに目を通しておけば解答できる問題もあった。福留も著書などで、挑戦者は当然ご当地問題の勉強をしておくべきであると繰り返していた。ご当地問題以外にもクイズ形式にちなんだ問題なども多く出題された

### オーソドックスな早押し
決勝戦は、"今世紀最後"を除いて、毎回単純な10ポイント先取の早押しクイズである（決勝戦を参照）。正統派早押しクイズと呼ばれることもある。決勝以外でオーソドックスな早押しクイズは少なく、全くない回もあった。ただし番組初期においては、ルール説明に時間を費やす余裕はないということで、敢えて単純な早押しクイズが多く行われた。
決勝以外で、オーソドックスな早押しクイズが行われたチェックポイントは次のとおり。
- 第1回 第6CP ダラス：3ポイント勝ち抜け、お手つき・不正解はマイナス1ポイント。
- 第1回 第7CP ニューオルリンズ：5ポイント勝ち抜け、お手つき・不正解はマイナス1ポイント。途中音楽に関する問題が出題された。
- 第2回 第9CP ナイアガラ：5ポイント勝ち抜け、お手つき・不正解はマイナス1ポイント。
- 第3回 第5CP グランドキャニオン：3ポイント勝ち抜け、お手つき・不正解はマイナス1ポイント。
- 第3回 第7CP サンアントニオのアラモ砦：3ポイント勝ち抜け、お手つき・不正解はマイナス1ポイント。
- 第5回 第10CP エルパソのホワイトサンズ：3ポイント勝ち抜け、お手つき・不正解はマイナス1ポイント。2人が敗者となり、敗者復活戦（早く寝たほうが復活）が行われた。
- 第5回 第11CP ヒューストンのジョンソン宇宙センター：3ポイント勝ち抜け、お手つき・不正解はマイナス1ポイント。当初は宇宙センター施設内でのクイズを予定していたが撮影許可が下りなかったため、施設外でのオーソドックスな早押しクイズになった[8]。
- 第6回 第7CP ダラス 「テキサス宅急便早押しクイズ」 ：走行中の モービルハウス内で行われた。3ポイント勝ち抜け、お手つき・不正解はマイナス1ポイント。
- 第7回 第10CP ナイアガラ ： 予定では「早押しビンゴクイズ」だったが、悪天候で収録時間を短くするためにオーソドックスな早押しクイズになった[9]。3ポイント勝ち抜け、お手つき・不正解はマイナス1ポイント。ジャスパーからレイクパウエルまで4ヶ所連続でラスト抜けの男性がここで敗退した。
- 第10回 第11CP アトランタ 「南・北お別れ早押しクイズ」 ： 2ポイント勝ち抜け、お手つき・不正解はマイナス1ポイント。勝ち抜けた順に、移動が楽な北米ルートか、過酷な南米ルートのどちらへ進むかを選択する。11名中、各ルート定員は5名ずつで、残った1名が敗退。
- 第10回 南米第13CP チチカカ湖 「インディオの小舟 トトーラ早押しクイズ」 ： 挑戦者が各々1名1隻ずつ、トトーラで作られた舟に乗って行われた。早押しハットは、現地の女性が主に着用する茶褐色で小ぶりの山高帽に加工を施したものであった。4ポイント勝ち抜け、お手つき・不正解はマイナス1ポイント。
- 第15回 第4CP ロサンゼルス 「恐怖のドッグファイト早押しクイズ」：2ポイント勝ち抜け、お手つき・不正解は1回休み。
- 第15回 第8CP ジャクソン：3ポイント勝ち抜け、お手つき・不正解はマイナス1ポイント。
- 第16回 第5CP サンフランシスコ 「11人早押しクイズ」：2ポイント勝ち抜け、お手つき・不正解は1回休み。

### 特殊なペナルティのある早押し
不正解・キャンセル時に「マイナスポイント」「1回休み」以外の特殊なペナルティがあったもので、他の節で解説しているクイズのいずれにも当てはまらないものを以下に挙げる。ペナルティ中も、クイズ会場では問題が出題され続ける。また、第4回までは全員が答えられなかった場合は全員がペナルティを受けた。
- 第1回 第5CP フェニックス ： 3ポイント勝ち抜け、ペナルティは後ろにあるサボテンまで往復して走らなければならない。
- 第2回 第7CP デンバー 「酸素欠乏クイズ」 ： 標高4300m（『ウルトラ』史上最高地）・気温-2度の山岳地帯パイクスピークで行われた。挑戦者は服を着られるだけ着込んでからクイズ開始。問題は「女性向け」・「男性向け」・「一般」・「音楽」・「算数・理科」・「国語・社会」・「デンバー・山」の7ジャンルがあり、正解すると次の問題のジャンルを指名。3ポイント勝ち抜け、ペナルティは着ている服を1枚脱がなければならない。途中で挑戦者の脱げる服がなくなり再び着込んで再スタートするというハプニングがあった[6]。
- 第4回 第7CP コロラドスプリングス 「裸足の駆け氷クイズ」 ： 3ポイント勝ち抜け、ペナルティは30メートル後ろのロボットまで裸足でアイススケートリンクの氷上を走り、握手して戻らなければならない。
- 第5回 第8CP テオティワカン 「早押し 急がば祈れクイズ」 ： 3ポイント勝ち抜け、ペナルティは100メートル後ろの「太陽のピラミッド」まで走り、「お祈り」をしなければならない。最後には残っていた挑戦者が全員誤答したため、解答可能な挑戦者がいない状態で問題が読み続けられるという意地悪な事態が発生した。
- 第8回 第8CP ダコタ ： ノースダコタ州ビスマーク郊外のグレートプレーンズで行われた。3ポイント勝ち抜け、ペナルティは後ろにいる馬車隊のロバか馬に人参またはリンゴを与えなければならない。2名が失格となり、敗者復活戦が行われた（本や手紙を読むなどし、早く涙を流した方が復活）。
- 第8回 第11CP バハマ 「海底早押しクイズ」 ： 本番組で唯一、カリブ海海底で行われた早押しクイズ。挑戦者は全員潜水マスクを着用したが、頭部以外は普段着のまま。水中なので早押しハットの代わりにパトライトが用いられた。3ポイント勝ち抜け、お手つき・不正解はマイナス1ポイントの上に、番組では「空気の供給が30秒間ストップされる」と説明されたが、実際は空気の供給は止められておらず、その間だけ解答権が無いというのが本当のペナルティ[10]。ここでは水に関する問題が多く出題された。
- 第9回 第10CP オーランド 「絶叫!! 恐怖のジェットコースター・クイズ」 ： 2問不正解でペナルティという珍しいルール。2ポイント勝ち抜け、お手つき・不正解は解答席にピエロの人形が置かれ、この人形が2個になると、後方のジェットコースター「ウインナー・ルーピング」に乗ってこなければならない。ジェットコースターのペナルティが終わると、ピエロ人形は0に戻る。

### ダブルチャンスクイズ
最初にボタンを押した人が不正解をした場合、別の挑戦者1名に新たに解答権が与えられる形式。第7回から登場。通例、出題者が「ダブルチャンス」と声をかけて2回目の早押しを促す。この形式は『高校生クイズ』でも、「このクイズにはダブルチャンスがある」という、ルール上の一般名詞として使われるようになる。
第10回までは早押し1位までしか判定していなかったため、最初の不正解時に早押し機を一旦リセットしなければならなかったが、第12回・第14回では早押し2位までを判定。1位はハットの「？」マークにて、2位は早押しテーブル上の「？」マーク（第12回）やパトライト（第14回）にて解答権者を表示していた。第1、第2解答者共に不正解だった場合は両者ペナルティとなる。
クイズ形式によっては特殊ペナルティとの併用もあった。
- 第7回 第7CP デスバレー 「猛暑早押しダブルチャンス」 ： 気温47度の猛暑の中でクイズが行われ、早押しハットの後頭部の部分には布が取り付けられた。3ポイント勝ち抜け、お手つき・不正解の場合は他の者がクイズに参加している間、後方にある挑戦者のトランクまで走り、服を1枚着込まなければならない。第2回デンバーと逆のパターンである。
- 第8回 第10CP キーウエスト 「早押しWチャンス潮干狩りクイズ」 ： 3ポイント勝ち抜け、お手つき・不正解の場合、後方の浜辺で潮干狩りを行い、ハマグリを1個獲ってこなければならない。
- 第9回 第11CP アナポリス 「アナポリス 早押しダブルチャンスクイズ」 ： 3ポイント勝ち抜け、お手つき・不正解はマイナス1ポイント。最初の数問は、クイズ会場である海軍士官学校に関する三択の早押し問題だった。
- 第10回 第7CP ロサンゼルス 「Wチャンス 大声+念力クイズ」 ： 大声クイズを参照[注 65]。
- 第12回 第13CP ゲインズビル 「爆走 ドラッグレースクイズ」 ： ギャンブルクイズを参照。
- 第14回 第11CP エリー 「サバイバル Wチャンスクイズ」 ： ミネソタ州の山奥にあるアウトワード・バウンド・スクール（OBS）で挑戦者たちが24時間のサバイバル訓練を受け、その「最後の試練」としてクイズが行われた。3ポイント勝ち抜け、お手つき・不正解は1回休み。

### 空席待ち早押しクイズ
早押しクイズのバリエーションの一つ。挑戦者が多く残っている時点で行われた形式。第5回で初登場。
複数の挑戦者に対し、解答席は3つまたは5つのみで、事前のクイズや抽選などで最初に解答席に座る挑戦者を決定、残った挑戦者は解答席の後ろに並ぶ。解答席に座った挑戦者にのみ早押し問題が出され、解答席の挑戦者が勝ち抜けるか、お手つき・不正解・キャンセルで交代となり、その解答席の列に並んだ先頭の挑戦者が解答席に座り、お手つき・不正解をした解答者（回によってはこれに加えて勝ち抜けた挑戦者以外の前列の挑戦者）は列の最後尾に戻される。
- 第5回・第6回 第2CP サイパン「早起き空席待ちクイズ」 ： 両回とも解答席は左から順に「海」「月」「星」「島」「花」の5組に分かれている。1問正解で勝ち抜け。不正解は最後尾に並ぶ。正解者以外の4名及びキャンセルでも現状維持。通過人数は20名。このクイズで解答権が回らなくても敗者復活戦が行われた。

第5回では挑戦者45名に対し「朝8時クイズ開始、集合時間は自由（ただし午前4時までは外出禁止）」と聞かされ、早くクイズ会場に到着した者から前列に並ぶ（各列定員は9名まで）。クイズ終了後、敗者復活戦（○×どろんこクイズ）が行われその中には優勝者の真木法男と準決勝まで進出した安川寛治を含む10名が復活した。
第6回では挑戦者40名に対し番組が用意した推理小説『ウルトラクイズ殺人事件』を読み、最も早く犯人を当てた者から前列に並ぶ（各列定員は8名まで）。ただし最初は重要なヒントが書かれている部分は読むことができず（読んだら失格と看板に書かれていた）、一度不正解した後に読むことができるようになる。犯人を一発で当てた者もいれば、10名近く言っても当たらない者もいた。クイズ終了後、成田空港で○×クイズによる敗者復活戦が行われ4名が復活して、その中には準決勝まで進出した今井晃子もいた。この時は勝者たちも行程の関係でいったん成田空港に戻った。
- 第9回 第三次予選 成田空港 敗者復活戦「離陸直前空席待ち早押しクイズ」 ： 挑戦者51名に対し解答席は5つ。所持している荷物の重い人から前に並ぶ。誰も答えなかった場合（キャンセル）は最前列の5名全員が最後尾に回り、かつ1名分のグァム行き航空券がヤギに食べられた。1問正解で復活。敗者復活枠は予定では10名であったが、キャンセルが1回発生し航空券1枚が処分されたため、合計9名が復活。この回の優勝者の金子も復活した。
- 第10回 第8CP モニュメントバレー 「大西部マラソンクイズ」 ： マラソンクイズとの組み合わせ。挑戦者15名に対し解答席は3つで、各列5名が並ぶ。正解時は他の2名、お手つき・不正解の場合は解答者自身が最後尾へ下がる。キャンセルの場合は配列は現状維持。ただし残り3名になった時点で空席ができていたため、福留は前列の挑戦者2名の承諾を得て、後列にいた挑戦者1名を空席に移動させ3名での早押しとした。2ポイントで勝ち抜け。残り3名になった時点で前列にいた2名が敗退した。なおその後列にいた挑戦者は後楽園球場予選を最後に勝ち残った女性で、分岐（南米）ルート唯一の女性挑戦者として南米ラパスまで勝ち残った。
- 第12回 第4CP フェアバンクス（アラスカ鉄道） ： アラスカ鉄道クイズの一環として行われた。挑戦者14名に対し解答席は3つ。直前に行われた「突撃取材クイズ」で早く勝ち抜けた3人が座り、4番目以降は好きな解答者の後ろに並ぶ。1問正解で勝ち抜け。ここでは合計8名が勝ち抜け、残りの6名が勝者でも敗者でもない「宙ぶらりん」状態となった。
- 第14回 第7CP ソルトレーク 「空席待ち列車タイムショック」 ： タイムレースクイズとの組み合わせ。大陸横断鉄道の線路沿いで行われた。挑戦者12名に対し解答席は3つで、その後ろに各4名の挑戦者が並ぶ。予め行われた近似値クイズで正解に近い方から前列に並ぶ。正解の場合は他の2名、お手つき・不正解の場合は解答者自身、キャンセルの場合は最前列の3名全員が列の最後尾に下がる。クイズ時間は、クイズ会場の脇を走る列車の先頭部分が「スタート」地点を通過してから最後尾が「スタート」地点を通過するまでの間で、特別ルールとして3ポイントを獲得するとクイズ終了を待たずに途中で勝ち抜けが決定する。クイズ終了時、得点下位2名が失格のルール（もしくはクイズ終了前に10名が3ポイントで勝ち抜け）だったが、終了時に0ポイントの挑戦者が4名いたため、バラマキクイズによる敗者決定戦が行われた。残りの挑戦者は全員勝ち抜け。タイムレースと多人数の空席待ちが絡んだため、挑戦者全員が焦った状態になってしまい、ボタンを押してすぐに答えを口走ろうとして福留に注意されるシーンが多数見られた。
- 第16回 第2CP グァム ： 前述の台風による現地の被害によりどろんこクイズ用のプールが作れず、その代わりとして行われた。挑戦者40名に対し解答席は3つ。並び順は抽選で決められた(一列だけ定員は14名、残りの二列は13名)。正解の場合は他の2名、お手つき・不正解の場合は解答者自身、キャンセルの場合は3名全員が列の最後尾に下がる。1問正解で勝ち抜け。通過人数は24名。敗者16名は泥んこにならない代わりに、ビーチを掃除することになった。

### マラソンクイズ
挑戦者たちが走りながら早押しクイズを行う方式。第8回から登場。第8回では「ジョギング早押しクイズ」という名称で、第9回より「マラソンクイズ」という名称になった。体力を必要とされるクイズの代表格で、女性が苦戦することが多かった。
早押しボタンは走行している自動車（第14回では幌馬車）の後方に付いている。早押しハットは固定されており、ボタンは第7回にメインで使われた手のひら全体で叩くスタイルの大型のボタンが使われた。第8回の初登場時はボタンに手を添えて走れたが、第9回以降はボタンから手を離して走らなければならなくなった。
- 第8回 第9CP インディアナポリス 「ジョギング早押しクイズ」： インディ500の会場インディアナポリス・モーター・スピードウェイで行われた。3ポイント勝ち抜け、お手つき・不正解は手元にある黄色い小旗を掲げて1回休み。この回のみ走行距離として「○km地点」のスーパーが画面に表示されており、ラスト抜けだった男性と敗れた男性は最終的に3キロ近い距離を走った。なお、この両者は共に第12回にて異例のアメリカ本土再上陸を果たした。
- 第9回 第13CP ニューヨーク 「ニューヨークシティマラソンクイズ」 ： マンハッタンの5番街を完全封鎖して、セントラル・パークからエンパイア・ステート・ビルディングまでの通りを走りながらクイズを行った。3ポイント勝ち抜け、お手つき・不正解は後ろを走る日高直人アナウンサーの後ろを回ってこなければならない。
- 第10回 第8CP モニュメントバレー 「大西部マラソンクイズ」 ： 空席待ち形式で行われた。詳細は空席待ち早押しクイズを参照。
- 第12回 第5CP サンフランシスコ 「知力派VS体力派トレード 新・マラソンクイズ」 ： まず人気の犬種ランキングを当てるクイズを行い、その成績の順に「知力組」か「体力組」のいずれかを選択する。「知力組」は荷台に座っての早押しで3ポイント勝ち抜け。なお、最初に「知力組」を選んだ挑戦者でトップ通過（全体でも3位抜け）だったのは上記「ジョギング早押しクイズ」の敗者だった。「体力組」はマラソンで急な上り坂を走りながらの早押しで1ポイント勝ち抜け。クイズに参加できるのはそれぞれの組ごとに5名までで、それ以外の挑戦者は空席待ちとなる。途中「トレードタイム」があり、挑戦者は「知力組」と「体力組」を変更することができる。不正解・お手つきは1回休み。機内ペーパークイズ女性1位だった挑戦者は、最初から最後まで知力組のまま居座り続けた結果、2ポイント獲得まではいったものの敗退した。
- 第14回 第5CP オレゴン街道 「幌馬車マラソンクイズ」 ： 4名1組の団体戦として行われた。団体戦クイズを参照。
- 第15回 第11CP オーランド ： ユニバーサル・スタジオ・フロリダの敷地内で行われた。問題は全問ショービジネス関連。3ポイント勝ち抜け。
- 第16回 第10CP フロリダキーズ ： 島と島を結ぶ橋であるオールド・セブンマイル・ブリッジ上で行われた。3ポイント勝ち抜け、お手つき・不正解は1回休み。途中何度も福澤が「ウルトラファイト!」と掛け声し、挑戦者に「オー!」と叫ばせた。最後に残った2名の挑戦者が疲れてしまい、最終的には歩く速度とほぼ変わらないスピードになってしまった。

### タイムレースクイズ
出題時間を限定して行われた早押しクイズ。「タイムショッククイズ」とも称された。レギュラー大会での初登場は第11回だが、タイムレース自体が初めて行われたのは『ウルトラクイズ 史上最大の敗者復活戦』においてである。
限られた時間内の早押しクイズでどれだけポイントを獲得できるかを競い、クイズ終了時点で最も獲得ポイントの少ない挑戦者が失格となった。そのため福留は第11回のカンクンで出題前に「勝ち抜けポイントは、実は決まっていません」と挑戦者に説明している。
- 第11回 第10CP カンクン 「日の出タイムショック」 ： 日の出の見える海岸に面したホテルのプールサイドで行われた。クイズ時間は日の出直前から、太陽が海から完全に登り切ったところまで。1問正解につき1ポイントだが、海から太陽の先端が出始まってからの1分間に限り「ボーナスクイズ」として1問正解につき2ポイントを獲得することができる。お手つき・不正解はマイナス1ポイント。ここでペーパークイズ総合2位の挑戦者は積極的に早押しして何度も解答権を得たものの、序盤に早とちりを連発したのが響いて最終的にマイナスポイントとなり敗退、1問も答えられなかった挑戦者が0ポイントで勝ち残るという皮肉な結果となった。
- 第13回 準々決勝 メンフィス 「アヒルタイムショック」： ピーボディー・ホテルの屋上でクイズが行われた。5羽のアヒルがホテルの1階ロビーにある噴水を出発したところから、12階屋上のアヒル小屋の前に設けられたゴールラインを通過したところまでがクイズ時間。1問正解につき1ポイント、アヒルを乗せたエレベーターが屋上に到着したところからアヒルのゴールライン通過までは1問正解につき2ポイントに切り替えられた。お手つき・不正解は1回休み[注 67]。
- 第14回 第7CP ソルトレーク 「空席待ち列車タイムショック」 ： 大陸横断鉄道を走る貨物列車を利用した空席待ち方式のタイムレース。空席待ち早押しクイズを参照。
- "今世紀最後" 第8CPテキサス「牛追いタイムバトルクイズ」 ： 広大な敷地面積を持つ牧場で行われた。牛の群れが挑戦者の前に姿を現したところから、目の前を完全に通過し終えたところまでがクイズ時間となる。ここでは挑戦者がカウボーイ（カウガール）の衣装を着て、馬に乗った状態でクイズが行われた（馬は動かない）。

### 人物当てクイズ
現地人（ゲスト）の協力によって行われたクイズ。早押しクイズに正解後、トランプの神経衰弱の要領で、双子・親子など共通するテーマの人物を揃える。会場には専用のボード型のセットが設けられ、その裏側でゲストが待機していることが多かった。

#### 双子神経衰弱クイズ
招かれたゲストの中から、双子または三つ子を当てるクイズ。第6回から第10回まで毎回行われた。
早押しクイズに1問正解すると神経衰弱の挑戦権が得られ、ボードに設置されたパネルの番号のうち2つ（三つ子の場合は3つ）を選択する。番号を指定するとパネルが裏返り、カーテンが開いて対応するゲストが登場。双子または三つ子が揃えば勝ち抜けとなる。揃えられなければ早押しクイズに戻る。
- 第6回 第8CP ニューオリンズ ： 双子1組を揃えると1ポイント獲得でさらに続けて神経衰弱に挑戦。2ポイントで勝ち抜け。1組だけ三つ子がおり、三つ子を揃えれば1組のみで勝ち抜け。この回でのセットはボード型に、ゲストの顔写真が貼られていた。
- 第7回 第6CP ロサンゼルス ： クイズ会場は、ロングビーチに停泊している豪華客船クイーン・メリー。1組揃えれば勝ち抜け。1組だけいた三つ子は「3人揃って勝ち抜け」で、第6回とは逆にアンラッキー要素だった。お手つき・不正解は次の1問だけ起立して不参加だった。
- 第8回 第4CP サンフランシスコ ： 第7回とルールは同じだが、三つ子が2組に増えた。
- 第9回 第9CP ナッシュビル 「パルテノン 双子ペアマッチクイズ」 ： アテネにあるパルテノン神殿をそっくり模して作られた建物の前で行われた。すべて双子。
- 第10回 北米第12CP オーランド 「そっくりファミリー一家総出の双子神経衰弱クイズ」 ： ウォルト・ディズニー・ワールド・リゾート内エプコット・センターで行われた。双子のみではなく親子も参加。ここでは、早押しで2ポイント獲得すると神経衰弱に挑戦。双子または親子1組が揃えば勝ち抜け。神経衰弱を外した場合は0ポイントに戻る。ここでのセットはボード型ではなく、ゲストが巨大な箱から上半身を出す方式だった。

#### クイズ わたしがママよ
アメリカ人の子供の描いた絵から、母親が誰なのかを推測するクイズ。子供はボードの裏側で、母親はボードの前で待機している。
通常の早押しクイズで規定ポイントに達した挑戦者は母親当てクイズの挑戦権を得る。番号を1つ指定すると、対応する子供が1人現れ、その子供が描いた母親の似顔絵をヒントに、母親が誰かを番号を指定して当てる。母親当てに正解すれば勝ち抜け、母親当てで誤答するとポイントが0に戻り、早押しクイズに戻る。子供の描いた稚拙な絵から母親を選ぶのは難しいケースもあったが、出題者がさりげなく似顔絵で重視すべきポイントなどのヒントを出すケースもあり、あらゆる情報を総合して解答することが求められた。逆に非常に特徴を捉えた絵を描く子供もおり、最初の子供の指名も重要なポイントであった。
- 第12回 第6CP パシフィカ ： 1問正解で母親当てに挑戦。早押しクイズでお手つき・不正解した場合は、他の者がクイズに参加している間、離れた場所で母親へのメッセージを10秒間録音しなければならない。3度も敗者復活をした女性がトップ通過したが、生後間もない子供を日本に置いて来た主婦[注 68] が敗退した。
- 第13回 第10CP ロサンゼルス ： 高級住宅地パサデナのバットマンハウスの前で行われた。2ポイント獲得で母親当てに挑戦、母親当てで誤答すると0ポイントに戻る。お手つき・不正解は1回休み。9名中2名が失格。
- 第16回 第9CP アトランタ ： 従来は子供が絵で自分の顔を隠して登場していたが、この回では子供の顔を見ることができ、似顔絵の他に子供の顔もヒントとなった。ルールは第13回と同様。この大会の優勝者である田中健一はメガネを持ってくるのを忘れ、明らかに誰が見てもわかる子供を引いたのにもかかわらず、絵や親の顔がよく見えず見当違いな親を指名して最後まで大苦戦した。

#### その他の人物当てクイズ
あつあつワイキキ新婚クイズ
第11回第3CP・ハワイの敗者復活戦で行われた。挑戦者には番号が振られ、番号に応じた新婚女性の夫を当てる。早押しクイズに正解すると、新婚女性に対して夫に関する質問を1つして、それをヒントに正解だと思う夫を番号で指名。正解で妻にキスをすれば復活、不正解なら早押しクイズに戻る。この回で決勝まで進んだ高橋充成はここで復活している。
クイズ あの時君は若かった!
第15回第6CP・高齢者の街であるサンシティで行われたクイズ。早押しクイズに正解すると、ゲストの高齢者の番号を1つ指定、そして現れた高齢者の子供の頃の写真を、パネルに並んだ写真の中から選択して、正解すれば勝ち抜け。お手つき・不正解は1回休み。ちなみにパネルにはご当地のゲストではない人物（ジョージ・ブッシュ）も混ざっていた。

### 多答早押しクイズ
複数ある答えをすべて言わないとポイントが加算されない早押しクイズ。不正解は1回休み。

#### 一問多答クイズ
一つの問題に2つまたは3つの答えがある。
- 第9回 第4CP サンフランシスコ ： 「バケツリレー6連発クイズ」で敗れたチームの敗者決定戦で行われた。1問につき答えが3つ。1ポイントで勝ち抜け。
- 第13回 第6CP ブルーマウンテン 「モノラル 一問二答クイズ」 ： 後述の前半戦「ステレオ 二重音声クイズ」で7名が勝ち抜けた後、後半戦として行われた。1問につき答えが2つ。1ポイントで勝ち抜け。お手つき・不正解は1回休み。
- "今世紀最後" 第7CP デュランゴ 「お友達クイズ」 ： 本番組で唯一のペア戦。クイズ会場のデュランゴ駅に辿り着くまで全員で長距離を歩くこととなり、その際に挑戦者が自らの意思でパートナーを決定しペアで行動。そしてそのペアでクイズが行われた（2名×3組＝6名）。一問二答の早押しクイズで、ペア2名がそれぞれ正解を答えられれば1ポイント獲得。3ポイント勝ち抜け。お手つき・不正解は1回休み。相談は不可。1組が敗者となり、その後、早押し「お友達絶縁クイズ きのうの友は今日の敵」で1人が復活。なお、最初に勝ち抜いたペアの2名が、後に決勝戦に進出した。

#### 二重音声クイズ
福留と小倉淳の2名でそれぞれ異なる問題文が同時に読み上げられる早押しクイズ。1ポイントで勝ち抜けだが、2つの問題に両方とも正解しないと勝ち抜けとはならない。第12回第12CP・フェゴ島の敗者復活戦、第13回第6CP・ブルーマウンテンの前半戦「ステレオ 二重音声クイズ」、第14回第12CP・レイクミシガンの敗者決定戦の合計3回が行われた。
出題パターンは3つに分けられる。
1. 問題文が途中まで同じで後半が異なるタイプ
2. 問題文が始めから異なり、答えが似ているタイプ
3. 問題ジャンルも正解も全く異なるタイプ

特に2.は機知に富んだ出題と言えたが、問題文は始めから全く異なる文章を読まれるために難度が高かった。逆に1.は比較的答えやすく、フェゴ島で敗者となった挑戦者もこのパターンを半分正解している。
第13回ブルーマウンテンの二重音声クイズは、番組の中で唯一のステレオ放送となった（出題時に左スピーカーからは福留、右スピーカーからは小倉の声が聞こえてくる）。

### 体力クイズ
解答権を得るために、何らかのアクションを行わなければならないタイプの早押しクイズ。さまざまなバリエーションがあったが、多くは体力を必要とするものだった。そのためクイズによっては、男女の体力差が考慮される場合もあった。自分がわからない問題が出題された場合や体力を温存したい場合は回答に参加せずスタート地点で待機していてもよい。
リ・タイヤクイズ
第3回第9CP・マイアミのマイアミビーチで行われた。問題が読まれたら、笛の音を合図にタイヤ1本を15メートル先の早押し機まで引っ張って解答権を得る。4ポイント勝ち抜け、お手つき・不正解はマイナス1ポイント。また、笛が吹かれる前に引っ張るとフライングとなり、マイナスポイントとなる。なお、当初は通常の早押しクイズが行われる予定であったが、残った挑戦者が男性のみとなったためこのクイズに変更された。
インディアン嘘つかない早駆けクイズ
第4回第8CP・アルバカーキで行われた。インディアンの酋長と馬に同乗し、問題が読まれたら、笛の音を合図に酋長の肩を叩いて馬を走らせ、50メートル先にある騎兵隊の人形を斧で叩くと解答権を得る。2ポイント勝ち抜け、不正解はマイナス1ポイント。
水風船タッチダウンクイズ
第4回第9CP・ニューオリンズのフットボール用ドーム球場、ルイジアナ・スーパードーム（現・メルセデス・ベンツ・スーパードーム）で行われた。挑戦者はアメリカンフットボールのユニホーム姿でプロテクターを装着。問題が読まれたら、笛の音を合図に少し先にある水風船を拾い、40ヤード（約36メートル）先の早押しボードまで進みタッチダウンさせて解答権を得る。風船にはサンオイルが塗られており、滑りやすくなっている。途中で水風船を落とした場合は落とした地点にスタッフによってイエローフラッグが置かれ、挑戦者は拾ってから落とした地点まで戻りそこから再スタートしなければならない。3ポイント勝ち抜け、不正解はマイナス1ポイント。このクイズではここまでただ1名残っていた男性が敗者となり、これによって第4回は全大会で唯一、途中で男性が全滅した回になった。
氷河イス取り早押しクイズ
第7回第5CP・ジャスパー内のコロンビア氷原で行われた。まずは挑戦者の人数より1つ少ない椅子を使って椅子取りゲームを行い、あぶれた1人はふろしきの上の「凍結席」へ移動、椅子に座れた者は早押しクイズ。ただし椅子と早押し機が離れているため、解答権を得るには走らなければならない。不正解は「凍結席」の者と入れ替わる。凍結席の者には早押し席の者が1名も答えられなかった場合のみ解答権が与えられる。2ポイント勝ち抜け。勝ち抜け者が出たら再び椅子取りゲームが行われ、敗者1名が決まるまで繰り返される。
クイズヨットスクール
第7回第8CP・レイクパウエルで行われた。当時社会問題となっていた戸塚ヨットスクール を真似たもの。挑戦者はボードの上に仰向けになり、解答権を得るには身体を起こして足元にあるボタンを叩かなければならない。不正解はマイナス1ポイントとなるうえ、ボードの足の部分の下にコンクリートブロックが1つ積まれて起きにくくなる。ブロックは正解しても撤去されない。3ポイント勝ち抜け。太めの体形の挑戦者には不利な形式である。仰向けになって顔が見えないことから、識別のため挑戦者は裸足になり足の裏にマジックで名字を書かれた。
足あげエアロビクスクイズ
第9回第7CP・ラスベガスで行われた。クイズは郊外のミード湖の湖畔で行われ、解答者全員がレオタードに着替えてクイズに解答。解答者は横になり、エアロビクスの要領で片足を挙げて、足の真上に設置されたボタンを押して解答権を得る。不正解は他の者がクイズに参加している間、少し離れた場所でエアロビクスの特訓を1分間受けなければならない。2ポイント勝ち抜け。
13人の金曜日!! 砂地獄早押しクイズ
第10回第9CP・エルパソ、郊外のホワイトサンズで行われた。挑戦者は、まず早押し席の後方30メートル先の丘の上にある自分の砂時計に砂漠の砂を入れ、早押し席に戻る。砂時計は1分間持続で、砂が落ちている間のみ早押し機が作動し、砂が無くなると早押し機は作動しない。砂が残り少なくなると、解答席のパトライトが点灯、警告する。そのため、挑戦者は後方の砂時計を常に気にしなければならず、砂が無くなったら早押し席から砂時計へ走り、必死になって砂時計の砂を補充しなければならない。2ポイント勝ち抜け、お手つき・不正解はマイナス1ポイント。慌てて帰って来た直後に解答し簡単な問題を間違えて答えた直後に間違いに気付いたり、慌てて被ったハットの前後が逆になり「?」マークが裏返って立ったこともあった。
この回の準優勝者の西沢泰生によると、ここの砂は塩が主成分で、少し湿っている感じで思ったほどサラサラしていないということで、目いっぱい砂を入れて早押し席に戻り、ボタンを押したが全く反応が無かったため砂時計の方を振り返ると、砂が落ちていないことに気付き、慌てて駆け上がったら砂時計の下の穴が詰まって砂が落ちていないことがわかった。そこでスタッフから「砂が詰まった場合用」として渡された1本のボールペンで穴をほじくり、少しずつ砂が落ち始めてすぐに早押し席に戻り、ボタンを押したがまた無反応で、何回かほじくって戻ってボタンを押してはまた無反応という状態を繰り返したため「このままでは負けてしまう」と思いスタッフに「カメラを止めてください！」と言いそうになったとのこと。これで駄目ならカメラを止めてもらおうと思って何回目かの再試行で穴をほじくったところ、やっと強い勢いで砂が落ち始めたという。
標高4080m 酸欠早押しクイズ
第10回南米第12CP・ラパスで行われた。標高4,080メートルの高地で行われたため酸素が薄く、挑戦者もスタッフも酸素ボンベを使用しながらクイズを進行させた。挑戦者は10メートル離れた場所から、絨毯の上に置かれた早押しボタンまで走らなければならない。3ポイント勝ち抜け、不正解のペナルティはなし。スタート地点での待機中は酸素の吸入ができる。
カリブ海ぞうきんがけ早押しクイズ
第10回北米第13CP・マイアミ、バハマへ向かうカーニバルクルーズライン社の豪華客船フェスティバル号の甲板上で行われた。挑戦者たちはまず雑巾を濡らし、問題が読まれたら、笛の音を合図に甲板を雑巾がけして真っ直ぐ早押しボタンへ向かう。4ポイント勝ち抜け、不正解はマイナス1ポイント。出題された問題は、比較的簡単なものが多かった。
勝利への脱シュートクイズ
第12回第9CP・サンパウロ、パルメイラスのホームスタジアムであるパレストラ・イタリア球技場（現・アリアンツ・パルケ）で行われた。サッカーの要素を採り入れたクイズである。挑戦者は男性はサッカーゴールから14メートル、女性は11メートル離れた地点から、それぞれが割り当てられた色のサッカーボールを蹴ってゴールを狙う。問題文が読み終えられた後、笛の音を合図にボールを蹴り、一番先にゴールの中に入った挑戦者が解答権を得る。ゴールキーパー は笛が鳴るまでは背を向けて挑戦者を事前に確認することができず、複数の挑戦者が一斉に蹴るボールを器用にはじかなければならなかった。不正解はゴールキーパーによりボールが蹴られ（または投げられ）、そのボールを取りに行かなくてはならない。2ポイントで勝ち抜け。
ゴールキーパーは初めに蹴られた球を優先的に弾いていた傾向があり、あとから蹴った挑戦者が隙を突いてゴールする場面がたびたび見受けられた。クイズの答えを知っていてもゴールキーパーとの1対1の勝負では必ずしも有利とは限らない。その点でクイズに強い人が優先的に勝ち抜けるとは限らない形式であった。皮肉にもこのクイズの敗者はサッカー通の男性で、最初の問題で幸先良く1ポイントを獲得していながらも敗者となった。
クイズ タンゴアルゼンチーノ
第12回第11CP・ブエノスアイレスで行われた。タンゴの要素を採り入れたクイズ。挑戦者は予めドレスアップをしてクイズに参加。問題が読まれたら、音楽に合わせ、現地の異性のパートナーとタンゴを踊りながら早押しマットへ向かう。早押しマットにたどり着くまで「基本ステップ+オーチョ（8の字）+ラ・クーナ（ゆりかご）」の3つのステップを踏まなければならないため、一直線に走ることはできない。女性挑戦者はステップ数が多く本人の意思次第で急ぐことができるが、男性挑戦者はパートナーのステップを待たなければならないパートがあり、急ぎたくても急げない。男女の体力差を若干考慮したクイズであった。2ポイント勝ち抜け。不正解はスタート地点の後ろで一定時間タンゴの特訓を受けなければならない。下位での通過が多かった女性が2位で通過した一方、優勝者の瀬間康仁はラスト抜けの大苦戦となった。
このクイズの前日のロケ休養日に挑戦者はスタジオに集められ、タンゴの練習を半日させられた。そのため、挑戦者はクイズ当日にそれなりに器用にステップを踏むことができた。
トマト戦争 遠すぎた塹壕
第13回第11CPおよび第14回第9CPのツインレークスで行われた、当地の町おこし行事である「トマト戦争」を採り入れたクイズ。塹壕の向こう側に早押しハットと早押しボタンが1台あり、福留の「問題」コールで挑戦者が移動を開始、問題を聞きながら塹壕の早押し機を目指すが、スタート地点から早押し機までの間の両側に地元の住民がおり、挑戦者に向かってトマト投げつけて妨害、当たったトマトの衝撃に耐えながら、塹壕の向こう側の早押しボタンを一番早く押した挑戦者が解答権を獲得。2ポイント勝ち抜け。不正解者は地元住民のトマトの集中攻撃を浴びながらスタート地点に戻る（休みや減点はなし）。第14回では「トマト戦争 遠すぎた塹壕 PART2」と銘打たれ、投げつけられるトマトの量が増加した。
挑戦者は番組が用意した汚れても良い服に着替え、飛んで来るトマトを防ぐ透明なプラスチックの小さい盾1個を手に持ち、目を防護するゴーグルを装着（第13回では途中から）してクイズを行った。会場となったツインレークスはロッキー山脈上の高所にあるため酸素が薄く、そのため1時間ごとに酸素吸引のための休憩時間が設けられた。トマトによる攻撃が激しいため、挑戦者のネームプレートが割れることもあった。また、股間に直撃を受け悶絶する挑戦者も出た。

### ギャンブルクイズ
早押しに正解しても、運が良くなければ勝ち抜けることのできないクイズ。
一発逆転ギャンブルクイズ
第2回第6CP・リノ、未明のカジノで行われた。まず男性組4名と女性組4名の2組に分け、各組において早押しクイズを行う。正解すると、フォーチュン・ホイールというルーレットを回し、出た目の金額がポイントとなる。ルーレットの目は$1・$2・$5・$10・$20・$40の6種類あり、少ない金額ほど出やすくなっている。お手つき・不正解はマイナス$1。合計$6以上で勝ち抜け。$6以上ポイントを稼いだ場合、その差額を小遣いとして実際のお金に変換して貰える。放送では$41ポイント獲得し、35ドル手に入れた女性挑戦者がいた。
早押しクイズ終了後、各組の敗者1名ずつ、合計2名が敗者決定戦としてルーレットで対決。赤の目が出れば女性が、黒の目が出れば男性が勝ち抜けという真の運試しを行い、その結果女性が勝ち抜けとなった。
21のババ抜きギャンブル・クイズ
第9回第12CP・アトランティックシティで行われた。トランプゲーム「ブラックジャック」の要素を採り入れたクイズ。正解するとトランプをのカードを1枚獲得。カードの数字（2から10は数字通り、Aは1か11で状況に応じて有利な数字に置き換えられる、絵札は10として数える）の合計が17以上21以下になれば勝ち抜け。ただし22以上になると「ドボン」となり、カードが全て没収されて0に戻る。お手つき・不正解は獲得しているカードはそのままでジョーカーが置かれ、次の問題以降、他の挑戦者が解答をスルーしない限り解答権を得られず、正解すればジョーカーが除去される。最低2問で勝ち抜けられる反面、何問答えても21をオーバーして抜けられない可能性がある、解答者の運が大きく左右されるクイズ。
このクイズでまず8名中6名が勝ち抜け、その後残った2名による敗者決定戦が行われた。ジャンケンで先攻・後攻を決めて交互にスロットマシンに挑戦し、先にスリーセブンを出した者が勝ち抜け。この回の優勝者である金子は、放送上では15回もクイズに正解しながらも4回連続して「ドボン」してしまいクイズでは勝ち抜けることができず、敗者決定戦で通過した。
クラップス早押しクイズ
第12回第7CP・ラスベガスで行われた。サイコロを使ったゲーム「クラップス」の要素を採り入れたクイズ。正解者は解答席の前にあるテーブルの前に立って2個のサイコロを振り、出た目の合計が7か11であれば勝ち抜けで、2か3か12の場合は、解答席に戻り再び早押しクイズが出される。それ以外の数字はもう一度サイコロを振る。挑戦者13名中、敗者は2名。ここでの敗者の一人とこの年の準優勝者の大江成人はクイズに何度も正解するもサイコロの数字が合わず、前者は解答席に逆戻り、後者は最後には後ろ向きでサイコロを振ってラスト抜けした。この投げ方にはスタジオ司会の石川牧子からツッコミが入った。
爆走 ドラッグレースクイズ
第12回第13CP・ ゲインズビルで行われた。ダブルチャンスのルールを採用。2ポイント獲得でドラッグレースの予想を行う。INコースとOUTコースのどちらの車がレースに勝つかを予想し、当たれば勝ち抜け、外れれば0ポイントに戻る。第8回ではインディアナポリス・モーター・スピードウェイで敗北した再上陸の挑戦者は前チェックポイントのフェゴ島でトップ通過した男性 とのラスト抜け争いを制したが、あわやまたもやレース場での敗退を喫するところであった。

### 数値獲得クイズ
いくつかの選択肢の中から一つを選び、その選択肢に書かれた数値がポイントに加算される方式。合計ポイントが一定値に達したら勝ち抜け。アメリカに関する知識や、人間観察力を要求された。
大統領選挙クイズ
第12回第14CP・ワシントンD.C.の議会議事堂前広場で行われた。正解するとアメリカ50州のうち一つを指定し、その州の代議員（選挙人）数がポイントに加算される。合計50ポイント以上で勝ち抜け。お手つき・不正解は「スキャンダル」となり、獲得した州のうち最もポイントの多い州を没収される。選択肢の最大ポイントはカリフォルニア州の47。州名はボードに表示されていないため、基本である州の名前、ならびに代議員（選挙人）が多くいる人口の多い州をいかに知っているか がクイズを勝ち抜くための重要な要素となる。ここで敗退したのは、3度も敗者復活して勝ち抜いてきた女性。行われた罰ゲームは、小学校に1日入学してアメリカの地理を学ぶというものであった。
アメリカど真ん中 距離獲得クイズ
第14回第10CP・レバノン、アメリカ合衆国の中央、カンザス州にある「センター・ポイント」で行われた。クイズに正解すると、予め指定された州の州都までのレバノンからの距離がキロメートル単位でポイントに加算される。第1問はオレゴン州からスタート。以降はクイズに正解した挑戦者が次の問題での獲得ポイントとなる州を選択する（カンザス州・アラスカ州・ハワイ州は対象外）。勝ち抜け時はその左隣にいる挑戦者へと選択権が移動する。合計5,000km以上で勝ち抜け。お手つき・不正解は1回休み。選択肢の最大ポイントはメーン州の3,200km。
飛行時間獲得クイズ
第16回第6CP・キャメロンパーク、住人のほとんどが自家用飛行機を持つ町でのクイズ。ゲストクイズとの組み合わせ。正解者はゲストとして迎えられた地元のパイロット経験者のうち一人を指名し、その人の生涯飛行時間がポイントに加算される。合計がパイロットとして一人前とみなされる2,000時間以上となれば勝ち抜け。お手つき・不正解は1回休み。この時は2,000時間以上のゲストが多く、1回正解で勝ち抜けた挑戦者が多数いた。最長飛行時間は22,000時間だったが、指名されずに終わった。飛行機に関する問題が多く出題された。

### 妨害クイズ
解答権利を剥奪する、ポイントを奪う、解答権を押し付けて自分がポイントを獲得するなど、他の挑戦者に対して「妨害」する要素を含んだ早押しクイズ。各挑戦者が各々の実力・弱点を知るようになってくる終盤に行われることが多く、駆け引きが重要なポイントとなった。
なお準決勝でもこの手のクイズが行われることが多かったが、準決勝で行われたクイズについては「準決勝」節を参照。
ワシントンつぶし合いクイズサミット
第11回第12CP・ワシントンで行われた。挑戦者全員がウィラードホテル内 で正装し、半円状のテーブルに座って行った。クイズ収録が屋外で行われることの多い本番組の中では珍しく室内で収録が行われたクイズだった。
クイズは以下のルールで行われた。
1…指名権獲得クイズを全体に出題し、正解者は他の解答者に対し指名権を獲得。ただし指名権獲得クイズに正解してもポイント加算はなし。
2…指名権を得た解答者は他の解答者に対し各自が所有する問題カードの中から1問を出題。
3…指名された解答者は問題に解答。
解答者が正解した場合…解答者に1ポイントが与えられ、指名権移動。2に戻る。
解答者が不正解だった場合…指名者に1ポイントが与えられ、指名権続行。同じ解答者を連続で指名してもよい。
4…以下の手順を繰り返し、5ポイント獲得で勝ち抜け。勝ち抜け者が出たらまた1に戻る。これを敗者1名が決定するまで繰り返される。
ここでの早押し機は早押しハットの代わりに手の形のパネルが使用され、指名権のある解答者の前に常に立ち続ける。指名権が移ると早押し機を1度リセットし、福留が指名権を得た解答者の早押しボタンを押してパネルを立ち上がらせた。問題は予め各人3問ずつ用意され、無くなり次第問題が補充された。
実力の弱い挑戦者は狙われやすい反面、自力でポイントを取れるチャンスが増すため勝ちぬけるチャンスも増える。一方実力者は指名権獲得クイズで正解できないとなかなか指名されにくく、ポイントを獲得できる可能性は低いため苦戦しやすいクイズ形式だった。
これに類似した形式で、『ウルトラクイズ 史上最大の敗者復活戦』の北海道予選で行われた「ニガ手問題出しっこクイズ」があった。こちらは1対1の対戦であるとともに、両者の持っている問題が同じだった。
最南端で災難クイズ
第12回第12CP・フェゴ島の最南端ウシュアイアで行われた。早押しで解答権を獲得した解答者は、自ら答えるか、ほかの解答者に解答権を押し付けるかを選択。解答権を得た解答者が自ら答える場合はそのまま回答、相手に押し付ける場合は答えさせる解答者を指名して押し付けられた解答者が回答、不正解で指名した解答者に回答権が移る。ポイントの増減は以下の通り。
- 早押しで解答権を得た解答者が解答した場合、正解で+1ポイント、不正解で-1ポイント
- 他の解答者に解答権を押し付けた場合
  - 指名された解答者が正解で、指名された解答者に+3ポイント、指名した解答者は-3ポイント
  - 指名された解答者が不正解、指名した解答者が正解で、指名した解答者に+3ポイント、指名された解答者は-3ポイント
  - 指名された解答者が不正解、指名した解答者も不正解で、指名した解答者に-3ポイント。指名された解答者は側は0ポイント

+5ポイント以上で勝ち抜け、-12ポイント以下で失格となり、5名勝ち抜けるか2名失格となった時点で終了となる。クイズ開始当初は自分自身での解答が目立ったものの、次第にそれぞれの解答者解答を押し付け合い、潰したり潰されたり解答権を押し付けた挑戦者が誤答して自滅したりの混戦模様となった。クイズの性質上、自分自身が答えを知っていて、かつ相手が分からないだろうことを前提で指名するため、実力の低い挑戦者が狙われやすい。また、長旅で解答者同士の結束力が深まり、情が移ってしまって攻め切れない事もある。
女性2名が-12ポイント以下となって敗退となり、終了後に敗者復活戦の二重音声クイズが行われ、敗者復活3度目となる女性が復活した。
ダウトクイズ
第13回第4CP・ゴールドコーストの敗者復活戦で行われた。解答権を得た挑戦者は正解・不正解のどちらかを解答。その後、早押し機がリセットされ、残りの解答者は、その解答が正解だと思ったらスルー、不正解だと思ったら早押しで「ダウト」コールを宣言して勝ち抜けを阻止する。ルールは以下のようになっている。
- 解答者が正解の場合、他の解答者から
  - ダウトコールされる→解答者が勝ち抜けとなり、ダウトコールした解答者にペナルティ。
  - スルーされる→放送上このケースが無かったため不明。

- 解答者が不正解の場合、他の解答者から
  - ダウトコールされる→ダウトコールした解答者の阻止成功となり、解答者にペナルティ。
  - ダウトを言われなかった→解答者が勝ち抜け。

不正解を解答してダウトコールされる、正解なのにダウトコールした挑戦者は、ペナルティとしてビーチで水着の女性が寝ている場所まで走って往復しなければならないが、早押し機がワイヤレス方式のため早押しハット、ボタン、背中に背負った機材を装着したまま走る。この様に、ただ正解するだけでは勝ち抜ける事が出来ず、正解が分からない振りをして正解を答えてダウトコールを誘う、正解が分かっている振りをして不正解を答えてダウトコールをさせないなど、問題を答える知識よりも、他の解答者を騙す演技力が重要となる。6名中4名が復活。
まァ! うんと憎らし早押しクイズ
第13回第8CP・クイーンズタウンで行われた。正解で1ポイント、お手つき・不正解で1回休み、3ポイント獲得で勝ち抜け。問題に正解後、他の解答者がポイントを持っていれば、1対1の「対決クイズ」に挑戦、1対1の解答席に移動する。勝てば相手側の持っているポイントを獲得となり3ポイント獲得なら勝ち抜け、2ポイントなら通常の解答席に戻り、敗者はと0ポイントとなって通常の解答席に戻る。不正解で0ポイント、相手のポイントはそのままで、それぞれ通常の解答席に戻る。通常の早押しで3問連続正解で3ポイント獲得して勝ち抜けることもできる。ここで1人だけ残っていた女性が敗退し、第13回は歴代大会で唯一女性挑戦者がアメリカ本土に上陸しなかった大会となった。
「まァ! うんと憎らし」という名称はクイズ会場となった「マウント・ニコラス牧場」に引っ掛けて命名された。また、第14回グランドテートンの大声クイズも、これに似た形式で行われた（大声クイズを参照）。
新大陸獲得クイズ
第15回第10CP・ドミニカ共和国のサントドミンゴの植民都市で、クリストファー・コロンブスに因んで行われた。16世紀大航海時代の地図の大陸数 に因んだ6ラウンド制。正解した者は誰か1名を指名して「封鎖」することができる。封鎖された人は×印の封鎖ボードを解答席に置き、以降そのラウンドでの解答権がなくなる。お手つき・不正解は1回休み。1名ずつ封鎖していき、そのラウンドで最後まで封鎖されずに残った1名が勝ち抜け。1ラウンド終了したら残りの挑戦者で新たなラウンドが開始され、敗者1名が決定するまで繰り返される。実力評価の高い挑戦者が周囲から狙い撃ちされて封鎖され続ける 一方で、実力評価の低い挑戦者は最後まで指名されずに最終的に漁夫の利の形で勝つこともできた。

### その他の早押しクイズ
他のいずれのタイプにも分類されないルールを持っていた早押しクイズ。
熱湯早押しクイズ
第4回第6CP・イエローストーンで行われた。早押しハットの代わりに、ボタンを押すと解答席の後ろから熱湯に見立てた炭酸ガスが噴き出す仕組みとなっていた。クイズ会場周辺の間欠泉（オールド・フェイスフル・ガイザー）が20m以上吹き上がっている間は「ラッキータイム」として1問正解すると2ポイントを獲得することができる。3ポイント勝ち抜け、お手つき・不正解はラッキータイム中も含めマイナス1ポイント。
ゴーストうらめし早押しクイズ
第6回第5CP・バーストーのキャリコ・ゴーストタウンで行われた。挑戦者は11名だが、早押し機は10台で、残りの1名は解答権の無い「ゴースト席」に座らされる。最初に挑戦者は11本のビデオテープの中から1本を選び、再生した結果、徳光のお化けが出た者1名がゴースト席へ座り、福留のお化けが出るテープを選んだ残りの10名が早押し席に座る。早押しクイズは2ポイント勝ち抜け。お手つき・不正解はポイントが0になったうえ、ゴースト席の者と入れ替わることになる。早押し席でキャンセルが発生した場合はゴースト席の人に解答権が移り、正解した場合は早押し席にいる誰か1名を指名して交代することができ、交代させられた人の持ち点は0に戻る。なお、敗者は奇しくも開始時に徳光のお化けを選んだ女性で、スタジオの高島は「徳光さんのタタリだ」と言った。第7回ジャスパー「氷河イス取り早押しクイズ」（体力クイズ参照）もこれと類似したルールであった。
国境突破!! 一足跳びクイズ
第11回第7CP・バッドランドで行われた。まず通常の早押しクイズ行い、お手つき・不正解はマイナス1ポイントとなる。2ポイント獲得した解答者が「国境越えクイズ」の挑戦権を獲得し、3つの問題が入った封筒から1つを選んで福留の前にある解答席に行き、クイズが出題される。正解すると次のチェックポイントであるリンカーンを越えて、その次のチチェンイツァ行きとなり、リンカーン勝者と合流するまでの4日間はクイズが一切なしの休養となるが、不正解で0ポイントに戻って通常の解答席に戻る。通せんぼクイズと違い、他の解答者に解答権がなく、阻止はできない。このクイズは2名が勝ち抜けとなり、2名決定後の3着以降は2ポイント先取で通常のチェックポイントのリンカーン行きとなり、脱落者1名を決定する通常の早押しクイズに切り替えられた。
バック・トゥ・ザ・フューチャークイズ
第14回第12CP・レイクミシガンで行われた。まず最初のクイズ会場であるミシガン湖の湖岸で「午前10時」から5名で2ポイント勝ち抜け、お手つき・不正解は1回休みという形式での早押しクイズを実施し、敗者1名が決定した後、すぐさま敗者も含めた挑戦者全員が時間変更線を越えて2ヶ所目のクイズ会場へと移動し、2つのクイズ会場の間にある1時間の時差を利用して、再び「午前10時」から5名で最初のクイズと同じ形式での早押しクイズ「バック・トゥ・ザ・フューチャークイズ PART2」を実施した。クイズは問題文は異なるが、問題の正解およびその並び順が同一であった。また、配達途中の郵便局員の登場やバレーボールをする女性といったクイズ会場周辺の演出も共通しており、あたかも時間が戻ったかのような演出がなされていた。2回目のクイズ終了後、敗者決定戦として1回目の敗者と2回目の敗者とで「二重音声クイズ」を行い真の敗者が決められた。真の敗者となった男性はクイズの仕掛けには気付いていたものの、2回目のクイズでは1回目でキャンセルとなった問題が飛ばされることを読み切れず、珍回答となった挙句これが命取りとなり敗北した。
クイズ完璧主義
"今世紀最後" 第5CP・レイクパウエル、ナバホ族の聖地であるタワービュートで行われた。まず全体に対して一問一答の早押しクイズを出題。正解した挑戦者に対して、その答えに関連した問題が3問連続で出題される。この3問を全問正解すれば勝ち抜け。1問でもお手つき・不正解だと1回休みとなり、全体の早押しクイズに戻る。

## 早押し以外のクイズ形式

### リレークイズ
早押しとは違い、あらかじめ解答順を決め、その順番どおりに解答していく方式。
解答できるのは1名につき1回だけが基本だが、時間内なら何回でも解答できる回もあった。不正解の場合は次の順番の挑戦者に解答権が移る。また、解答権が1巡しても正解が出なかった場合、次の問題に移るパターンと、正解が出るまで何巡も繰り返すパターンがあり、後者の場合は途中でヒントが与えられた。番組内では編集のため解答が早めに出ていたが、出場者のウェブサイトによれば実際のところ解答権は数巡したのちに正解が出た場合も珍しくなかったという。後述のインスピレーションクイズと連動させる場合もあった。
解答席の並びは、他の多数のクイズでは挑戦者番号順であるが、このリレークイズでは抽選やミニクイズなどで順番が決められ、カメラから向かって最も左側の挑戦者から順番に解答する。
- 一問一答方式 - 正解は1問につき1つだけであり、正解が出た時点で終了するもの。
  - 第2回 第5CP レイクタホ ： まず湖の水温を当てる近似値クイズで席順を決定。リレークイズは1ポイントで勝ち抜け。一巡した時点でその問題は終了。
  - 第6回 第4CP ロサンジェルス ： 席が2段に分けられたこの回では、左下の挑戦者から反時計回りに解答した。インスピレーションクイズも参照。
  - 第7回 第9CP セントルイス 「リレー珍発明クイズ」 ： インスピレーションクイズ参照。
  - 第8回 第7CP ラピッドシティー 「ご先祖様リレークイズ」 ： インスピレーションクイズ参照。
  - 第9回 第15CP ドーバー 「おかしなおかしなゲストクイズ」 ： この回では10秒以内にいくつでも解答できた。インスピレーションクイズも参照。
  - 第13回 第12CP チムニーロック 「爆走!! コンボイリレークイズ」 ： 州間高速道路88号線を封鎖し、巨大コンボイを使って行われたクイズ。挑戦者は6名。1号車から6号車の6台のコンボイがあり、先頭が1号車、後方に以降は2号車、3号車と順番に並んで走行する。開始前にネブラスカ州ハリスバーグにある小学校の校庭にて、コンボイに関する三択クイズを出題。正解者のみ残り、最後まで残った解答者が先頭の1号車のコンボイに乗車、これを繰り返して2号車、3号車という具合に乗車するコンボイを決定、挑戦者はコンボイの助手席に乗車する。まず先頭のコンボイの挑戦者に問題が出され、正解すれば勝ち抜け、解答者が不正解で2台目に解答権が移り、以降は不正解で3台目、4台目に解答権が移り、全員不正解で再び問題が出される。2台目以降の挑戦者が正解すると、先頭車の横に並走して1対1の対決で問題を出題。先程の問題の正解者が先攻、解答権はそれぞれ2回、不正解で相手の解答権が移動となり、2回答えても正解が出なければ次の問題が出される。正解すると勝ち抜け、負けた挑戦者は列の先頭に入って再び問題が出される。敗者は、比較的有利な3号車の挑戦者だった。
  - 第14回 第5CP オレゴン街道 敗者復活戦 ： 西部開拓時代にオレゴン街道を旅していた人が使っていた道具の使い方を当てるクイズ。正解者1名が復活。
- 一問多答方式 - 1問につき複数の答えがあるもの。すでに出た回答と同じ回答をした場合には不正解扱いとなる。
  - 第10回 第4CP ハワイ 敗者復活戦「山手線サバイバルクイズ」 ： 従来のリレークイズとは逆に、不正解者が出るまで1つの問題が続けられた。不正解者は直ちに失格となり、最後まで残った1名が復活。
  - 第11回 第8CP リンカーン ： 早押しで解答権を獲得した挑戦者を先頭に、右回りで一巡するか正解がすべて出揃うまで順番に1名1つずつ解答。正解者全員に1ポイントが与えられ、5ポイントで勝ち抜け。お手つき・不正解のペナルティはなし。クイズ会場の後ろの畑には各挑戦者に対応したコンバインがあり、ポイントを得るとその挑戦者のコンバインが一定距離の穀物を直線に刈り取る。上空から見ると各挑戦者のポイントが巨大な棒グラフのように表れていた。

### インスピレーションクイズ
現地の人物や土地に関する問題が出題されるクイズ。初期ではアメリカ本土最初のチェックポイントでよく実施された。単なる知識だけでは対応できず、連想力・勘・ひらめき・運などの要素を大いに必要とする形式であった。そのため、ペーパークイズの上位者が苦戦することが多かった。
どの回も規定数（1-5問）正解したところで勝ち抜け。複数人が同時に規定正解数に達し、勝ち抜け予定者数を上回った場合は同点決勝を行った。
クイズは次のいずれかの方式で行われた。
- 三択方式 - 1、2、3の数字の書かれた札を掲げて答える。
- ○×方式 - ○と×が書かれたボードを掲げて答える。
- リレー方式 - 解答席の順番に解答権を得て答える。ルールはリレークイズを参照。
- 筆記方式 - 答えをフリップボードに書いて解答する。

#### ゲストクイズ
現地の人物（または動物）をゲストとして招待し、そのゲストに関する問題が出題された。「私はある特技をもっています」「私は○○の世界一です」など。
- 第1回 第4CP サンディエゴ ： クイズ会場はシーワールド・サンディエゴ。三択クイズ。カーター大統領にそっくりな男性が登場した。終盤はご当地問題など。5ポイント勝ち抜け。
- 第1回 第8CP（準決勝） アトランタ ： クイズ会場はストーンマウンテン公園。途中までゲスト三択クイズを行い、ゲストクイズ終了後は早押しクイズに切り替えられた。7ポイント勝ち抜け。早押しでのお手つき・不正解はマイナス1ポイント。
- 第2回 第4CP サンフランシスコ ： 三択クイズ。前半はゲストの特技に関する問題、後半はご当地問題や一般知識の問題。5ポイント勝ち抜け。
- 第3回 第4CP ロスアンジェルス ： ナッツベリーファームにて、大物ハリウッドスターのそっくりさんや特技を持ったゲストを迎えたクイズ。終盤はご当地問題。4ポイント勝ち抜け。
- 第3回 第8CP ヒューストン ： 途中まで動物関係の三択クイズを行い、その後動物に関わる早押しクイズに切り替えられた。5ポイント勝ち抜け。早押しでのお手つき・不正解はマイナス1ポイント。
- 第4回 第4CP サンフランシスコ ： 挑戦者10名を「年長組」と「年少組」の2組に分け、限られた問題数でゲストクイズを実施し、各チームで最もポイントの少ない人が暫定敗者となり監獄島「アルカトラズ島」へ向かう船の上で、暫定敗者2名による敗者決定戦（ゲスト三択クイズ）が行われ、1名が勝ち抜けた。1ポイントを獲得するごとにメダルが掛けられたが、テロップでは0ポイントにも関わらずメダルが1個かかっている挑戦者がいた。
- 第5回 第5CP ラスベガス： フレモント・ストリートにて、ゲスト三択クイズ。しかしゲストに関する問題が切れたため、最後は一般問題の三択クイズだった。4ポイント勝ち抜け。
- 第6回 第4CP ロサンジェルス ： リレークイズ。ただし第1問目はご当地クイズで、第2問目からゲストクイズとなった。1問正解で勝ち抜け。
- 第7回 第4CP バンクーバー 「恐怖の三択ふだ捨てクイズ」 ： 現地の木こりや林業に関する三択クイズ。解答者は「1」「2」「3」の札各2枚、番号の書かれていない赤い札1枚の計7枚を持ち、正解と思われる番号の札を挙げる。挙げた番号が不正解の場合はその札を捨て、捨てた札は使う事が出来なくなる。正解と思われる番号が2枚とも捨てている場合、赤い札にペンで正解だと思う数字を書いて挙げる事ができるが、1度書いた数字は変更不可となる。手持ちの札7枚が全てなくなると脱落となり、「東京直行便待合席」と書かれた丸太で待機。3ポイントで勝ち抜け。全9問出題されたがOAでは2問カットされた。このクイズの敗者は1名だが、最初の脱落者が出た後も全員が、勝ち抜けか脱落かのどちらかになるまでクイズは続けられた。その結果5名が脱落となり、その後、丸太を目測で自分の体重と同じ重さの分だけ切り取るという敗者決定戦を行い、切り取った切り株の重さと自分の体重との誤差が最も大きい1名が敗者となった。
- 第7回 第9CP セントルイス 「リレー珍発明クイズ」 ： ジェファーソン・ナショナル・エクスパンション・メモリアルにて、ゲストが作成した発明品を見て、何をするための道具なのかを当てるリレークイズ。1問正解で勝ち抜け。
- 第8回 第5CP リノ 「遙かなる山の大声クイズ」 ： 序盤はゲストの特技に関するクイズが出題された。詳細は大声クイズ参照。
- 第8回 第7CP ラピッドシティー 「ご先祖様リレークイズ」 ： ラシュモア山を背景に、登場したゲストの先祖を当てる。すべてのゲストが登場した後は、先祖に関するクイズが出題された。2ポイント勝ち抜け。
- 第9回 第6CP ロスアンジェルス 「懐かしのTVスターハリウッド版 あの人は今」 ： テレビ映画の出演俳優に関する三択問題。4ポイント勝ち抜け。
- 第9回 第15CP ドーバー 「おかしなおかしなゲストクイズ」 ： ゲストの特技に関するリレークイズ。2ポイント勝ち抜け。
- 第10回 第6CP モハーベ砂漠 「驚異のゲスト三択クイズ」 ： スタントマンに関する問題。2ポイント勝ち抜け。1ポイントを獲得するごとにメダルが掛けられた。

#### アンケートクイズ
現地の人々に対して三択または○×のアンケートを行い、挑戦者はどの解答が最も多くなるかを予想し、予想が的中すれば1ポイント獲得。
- 第5回 第7CP メキシコシティー 「メキシコの子供たち95人に聞きますクイズ」 ：プラサメヒコ闘牛場で行われた。メキシコの小学生95人に対する三択のアンケート。4ポイント勝ち抜け。
- 第6回 第9CP ルイビル「ケンタッキーの人100人に聞きますクイズ」 ： ケンタッキーダービークイズの一環。地元のアメリカ人100人に対する三択の対日意識調査。ゲストが複数解答可能な質問もあった。
- 第9回 第3CP ハワイ 敗者復活戦 ： ハワイに住む日系老人に対する三択のアンケート。挑戦者は三択札ではなくフリップを用いて解答。15名中3名が復活。この回の準優勝者である長谷川がグァムに続いて2回連続の復活を果たした。
- "今世紀最後" 第4CP サンフランシスコ 「THIS IS AMERICA」 ： 101人のアメリカ人に対する○×方式のアンケート。4ポイント勝ち抜け。

なお、『ウルトラクイズ 史上最大の敗者復活戦』でも宮城県野々島の住民100人による同じ形式のクイズが行われた。

#### ご当地クイズ
現地に因んだクイズが出題された。
- 第5回 第12CP メンフィス 「メンフィス・ダウンタウンツアークイズ」 ： エルヴィス・プレスリーゆかりの地を観光で回りながら三択クイズを実施。プレスリーやご当地に関するクイズが多数出題された。5ポイント勝ち抜け。1ポイントを獲得するごとにウルトラクイズのマークのシールが1枚貼られた。第5回で優勝候補と目された道蔦だったが、ここで敗退となった。
- 第12回 第4CP フェアバンクス（アラスカ鉄道）「突撃取材クイズ」 ： アラスカ鉄道クイズの一環としてニナーナ駅で行われた置き去りクイズ。ニナーナ駅に降りて、各挑戦者にスケッチブックが渡され、駅近くにある物体が何のためのものかについて現地の人に絵を描いてもらい、その絵から推理し、福留のところへ行き口頭で解答し、発車する前に正解すれば列車に戻ることができる。ここで最後まで正解できなかった1名が敗者。第8回で第3位となった男性が、第12回の優勝者の瀬間に競り負けた。
- 第14回 第8CP アーチーズ 「地獄のクイズ道」 ： アーチーズ国立公園に向かう道のり（スイカの産地であるグリーン・リバーや終点のアーチーズ以外は無名の場所）の途中で三択クイズを実施。構成作家の萩原津年武と福留が先回りして問題を作成し、土地や現地の人物に関する問題を挑戦者に出題する。3ポイント勝ち抜け。観光ガイドブックなどを読みこむことで容易に事前予習が可能で、多くの場合ボーナス問題となるご当地クイズであるが、このクイズに限っては予習が不可能であり、運の要素が強く難易度が高かった。敗者の一人は全く正解できずに敗退した。1ポイントを獲得するごとにウルトラクイズのマークのシールが1枚貼られた。
- 第15回 第9CP ニューオリンズ 「ジャズ歴史三択クイズ」 ： バーボン・ストリートにてジャズの歴史に関する問題。3ポイント勝ち抜け。

#### 連想クイズ
現地のゲストに日本の伝統的な物を見せ「これは何の用途に使う道具か」などと問い、挑戦者はそれに対するゲストの答えから類推し、ゲストに見せたものが何かをフリップに書いて当てる。文化の違いを逆手にとり、挑戦者の思考力の柔軟性を試すものであった。
- 第10回 第5CP シアトル 「日米親善 インスピレーションクイズ」 ： スペースニードル前で行われた。ここでは挑戦者からゲストへの質問もできた(ただし質問は、YESかNOで答えられるものに限られた)。1問正解で勝ち抜け。
- 第13回 第7CP シドニー 「日豪親善 超・インスピレーションクイズ」 ： オペラハウス前で行われた。第10回シアトルとほぼ同じだが、実物ではなく映像をゲストに見せた問題や、特別ゲストの芸を見たゲストの表情をヒントに、その特別ゲストが誰かを当てる問題もあった。ウルトラクイズの第一次予選の映像も問題に使われた。2ポイント勝ち抜け。13名中3名が敗者となり、その後その特別ゲスト当てクイズの正解として登場したMr.マリックによる敗者復活戦「サイキックイズ」が行われた。

### バラマキクイズ
砂漠や平原、飛行場などの広大な場所で行われた看板クイズのひとつ。ヘリコプターや飛行機、熱気球、インディアンの騎馬隊、降下するスカイダイバーなどからクイズの問題が入った100通から200通ほどの封筒がばら撒かれる。挑戦者はスタート地点から走り、封筒1通を拾って出題者の元に戻り、そこで出題者が開封して出題された問題に解答する。大抵一問一答問題。砂漠や平原、草原の丘といった広大な大自然を利用してクイズを行う、本番組ならではのスケールの大きな形式であった。第3回から第16回まで毎回開催されたが、同一CPで数年後に再びバラマキクイズが行われる こともあり、残り4名で行われた第7回オルバニー以外は前半から中盤のCPで行われた。
封筒の中には、毎回一定の割合で、問題の代わりに「ハズレ」と書かれた紙の入った封筒が存在した。これを拾った場合、強制的に不正解扱いとなり、再び封筒を取りに行かなくてはならない。また、たとえハズレでなかった場合でも、自分が正解できない問題に当たった場合は再び走る羽目となる。番組の謳い文句である「知力」「体力」「時の運」の要素全てが試されるクイズであった。問題も通常の早押しクイズでは見られない2択問題、なぞなぞやとんちの問題、細かい計算や小学生クラスの計算問題、冷静に考えればすぐに答えがわかる簡単な問題、ややこしく長い文面の問題といったものが含まれていて、走り回った疲れと焦りから簡単な問題を落とすこともしばしば見受けられた。なお、不正解やハズレでのペナルティはなし。
ハズレが出たとき、挑戦者が悔しさから何かしらの大きなリアクションを取る場合も多い。また、福留はしばしば「これを何と読む!?」という決まり文句を発しながらハズレ券を挑戦者に示していた。この際に第3回と第5回では、ハズレ券は挑戦者のみに見せて放送ではテロップで「ハズレ！」と表示していたが、第4回では白地に赤い文字で「ハズレ」と書かれた紙を、第6回以降は赤地に「ハズレ」の白抜き文字の紙を挑戦者とカメラに見せていた。ただし、ハズレを引いた挑戦者の表情を映すときなどは「ハズレ」のテロップを表示していた。
ハズレを何回も続けて引いた挑戦者が、それにめげずに最後まで諦めずにがんばる姿勢がよく映し出されていた。また、最後の勝ち抜けについては走り続けて満身創痍の挑戦者同士の鬼気迫る闘いが毎回のように繰り広げられた。大会によっては気温40度を超える環境でクイズが行われた。運と体力の要素が強いためか従来のクイズでは下位で通過する挑戦者がトップ通過したり、または強豪・実力枠が下位で通過することも多かった。
他のクイズ形式と同様に規定ポイント（2ポイントが多い）に達した時点で勝ち抜けというルールが多かったが、このバラマキクイズでは正解して1ポイントを獲得するごとにメダルが首に掛けられ、誰が何ポイントを取得したかが明確になるよう工夫されていた。
- 第3回 第6CP ツーソン ： 全封筒数は100通、うち20通がハズレ。2ポイント勝ち抜け。敗者になった挑戦者[注 85] がクイズ中と終了直後に2度も脱水症状で倒れるハプニングがあった。
- 第4回 第5CPソルトレイクシティー 「新バラマキクイズ」 ： バラマキ地点が2か所あり、スタート地点より近い場所にある赤い封筒には正解率50%の問題、遠い場所にある青い封筒は正解率90%の問題とそれぞれ入っていた。封筒数は赤・青合わせて200通。うち20通がハズレ。2ポイント勝ち抜け。歴代で唯一、夫婦で共にアメリカ本土上陸を果たした夫婦の夫が、ここで敗退した。
- 第5回 第9CP フェニックス 「落下傘バラマキクイズ」： 2ポイント勝ち抜け。
- 第6回 第6CP モニュメントバレー 「荒野の決闘 バラマキクイズ!」足場が悪く、岩が転がる荒野の砂地で行われた。ハズレは25%。2ポイント勝ち抜け。女性で初めて機内トップとなった挑戦者と、同じ職場に勤務する女性が敗退した。
- 第7回 第11CP オルバニー 「新・落下傘パラマキクイズ」 ： 問題が筒に入っており、その筒にパラシュートが付いて少しずつパラパラと落ちてくるところから「パラマキ」と名付けられた。挑戦者が4名と少なく、勝ち抜け条件が3ポイント獲得となっていた。
- 第8回 第6CP フェニックス 「時間差バラマキクイズ」 ： 降下するスカイダイバーが問題をばら撒いた。2ポイント勝ち抜け。挑戦者の拾った封筒の中から回収中に問題が抜け落ちて中身（クイズ問題）が無い事態が発生し、ハズレ扱いとなった。なお、この回ではマイナス1ポイントで水を飲むことができたが、誰も利用しなかった。
- 第9回 第8CP アルバカーキ 「夕陽の決闘!! イバラマキクイズ」 ： 飛行中の熱気球から砂漠に問題をばら撒いた。地面に棘（いばら）があったことから「イバラマキクイズ」と命名された。2ポイント勝ち抜けで、前年とは違い1問正解するだけで水を飲むことができた。ハズレは20%。
- 第10回 第10CP ダラス 「飛んで飛んで飛んでばらまきクイズ」 ： 2ポイント勝ち抜けだが、正解がしりとりになっている2問の問題が入った「チャンス」封筒があり、2問連続正解できれば一発で勝ち抜けることができるが、1問のみ正解では得点とはならない。これはチャンス封筒を拾った挑戦者が既に1ポイントを獲得している場合でも同様であった。ここでは前チェックポイントのエルパソで使われた名前が書かれた旗（のぼり）を背負って走っていた。
- 第11回 第6CP デビルスタワー 「ご存知バラまきクイズ」 ： インディアンの騎馬隊がデビルズタワー麓の丘に問題をばら撒いた。ハズレは20%。2ポイント勝ち抜け。
- 第12回 第8CP モハーベ砂漠 ： アクロバット飛行のショーが行われ、その途中で問題がばら撒かれた。ハズレは25%、2ポイント勝ち抜け。トップ通過したのは、第8回でもフェニックスで「時間差バラマキクイズ」を経験した男性で、全大会で唯一となるバラマキクイズ2度目の挑戦となった。
- 第13回 第5CP モーリー 「史上最大! サバイバルクイズ」 ： スタート地点からバラマキ地点までの距離が通常の3倍（スタート時のみ女性挑戦者にハンデあり）、ハズレが25%、挑戦者22名の中から8名が失格な上、敗者復活は無しという壮絶なクイズとなった。ただし3倍の距離を走るのはスタート直後のみであり、出題地点はバラマキ地点の近くにあったためスタートしてから福留やスタッフは車を使い出題地点まで移動していた。2ポイント勝ち抜け。放送上3回ハズレを引いた挑戦者が、失格決定時に持っていた封筒を空けたらハズレだったため「またハズレだよ」「なめてるよ」などと嘆く場面もあった。
- 第14回 第7CP ソルトレーク 敗者決定戦 ： 「空席待ち列車タイムショック」で最下位（0ポイント）に並んだ4名のみに対して行われた。1ポイントで勝ち抜け。敗者は2名。
- 第15回 第5CP モハベ 「砂漠の熱闘 バラマキクイズ」： 2ポイント勝ち抜け。
- 第16回 第8CP サンタフェ 「聖地を駆けろ! 新バラマキクイズ」 ： バラマキ地点が2か所あり、スタート地点より近いヘリコプターエリアはハズレ確率50%、スタート地点より遠いプエブロ・インディアンの騎馬隊がばら撒くストライプ柄の封筒があるエリアはハズレなしであった。2ポイント勝ち抜け。2名が敗退し、そのうち1名が「国際電話連想クイズ」で復活。ヘリコプターの下降気流と強風で封筒が出題地点まで飛ばされ、スタッフが慌ててバラマキ地点まで封筒を持って走るハプニングがあった。

また、上記とは少々やり方が異なるバラマキクイズも行われた。
- 第6回 第9CP ルイビル 敗者復活戦 「ニワトリ追っかけバラマキクイズ」 ： ケンタッキーフライドチキンに引っかけたクイズ。 12羽のニワトリのうち1羽を捕まえて持ってくる。ニワトリに番号がついており、その番号に対応する問題が出題されるが、3分の2がハズレ。1ポイントで復活。終了後直ちに、敗者がこのクイズのために散らばったニワトリを全て捕まえて籠の中に戻す罰ゲームが執行された。
- 第9回 第14CP ロンドン 「迷路バラマキクイズ」 ： ロングリート・ハウスにある生垣迷路で実施。挑戦者は「入口」から迷路に入り、封筒を拾ったら迷路をクリアして「出口」から出なければならない。3ポイント勝ち抜け。封筒の中には問題が3問入っており、うまくいけば一発で勝ち抜けも可能だったが、実際に一発で勝ち抜けを果たした者はいなかった。ハズレは無し。ここまでトップ通過が多く優勝候補と目された女性が、方向オンチが災いし敗退する波乱の展開となった。
- 『史上最大の敗者復活戦』 「石段バラマキ無理ヤリクイズ」 ： 金刀比羅宮の参道の石段沿いに並ぶ店に問題が用意されており、それぞれの店で出される課題をクリアしないと問題をもらうことができない。

### 大声クイズ
一問一答クイズであるが、早押しボタンを押す代わりに、マイクに向かって大きな声で叫び、一番早く一定音量に達した挑戦者が解答権を獲得できる方式。第8回から第16回まで毎回実施された。
第10回以外では毎回、旅行の途上で名付けられたニックネームや挑戦者の職業・趣味・事情などにちなんだフレーズが福留/福澤より与えられ、挑戦者はそのフレーズを叫んで解答した。座らずに立って行われることが多かった。単純に大声の瞬発力の速さを競うだけでなく、福留/福澤の絶妙な合いの手もあった。
- 第8回 第5CP リノ 「遙かなる山の大声クイズ」 ： クイズ会場は近隣の高地スコーバレー。単純にマイクに大声を叫ぶだけで早押しハットが上がる仕組みで、後年のように客観的な声量の計測装置は導入されておらず、当時の機械の調子や精度、挑戦者がマイクに口を近づけていたかどうかなどの要因により、比較的小さい声で解答権を得ることができた挑戦者もいれば、逆に大声で叫んでもなかなかハットが上がらないという状況も見受けられた。2ポイント勝ち抜け、誤答時はマイナス1ポイント。罰ゲームは序盤に登場した「長時間笑いっぱなし世界チャンピオン」の訓練を受け、笑いながら帰ることだった。
- 第9回 第5CP ヨセミテ 「ヨセミテや 岩にしみいる 大声クイズ」 ： 五十音順に8名ずつの2つのチーム「ヨセ組」「ミテ組」に分けて各チーム内での個人戦が行われ、それぞれの組で敗者1名ずつを決定した。この回で初めて声量メーターが導入された。声量メーターは5段階（ただし小さいランプが2×4の計8ケ）で、このメーターが全て点灯すれば解答権を得られる。2ポイント勝ち抜け、誤答時はおしゃぶりを口にくわえて1回休み。
- 第10回 第7CP ロサンゼルス 「Wチャンス 大声+念力クイズ」 ： カリフォルニア州立チノ刑務所内で行われた。まず近似値クイズを行い、そのクイズで正解に近かった8名が「大声組」として上段の席に立ち、遠かった8名は「念力組」として下段の席に着席。まず大声組に問題を出題、通常の大声クイズの要領で解答権を得る。声量メーターは無くフレーズは全員「福留さーん!」である(最初はフレーズも決まっていなかったため挑戦者はただ叫び声を上げていたが、収録途中で急遽決まった)。大声組が不正解、もしくはキャンセルで念力組に解答権が移動、精神集中によりアルファ波を特殊な機械「バイオピット」で感知させて解答権を得る。つまり大声組が有利、念力組が不利なクイズとなっている。2ポイント勝ち抜け、誤答はマイナス1ポイント。念力組の挑戦者が、答えが分からないのにハットが立ってしまい、マイナスポイントが付く場面もあった。また、敗者となったのは有利な大声組の男性だった。
- 第11回 第5CP パームスプリングス 「強風かけこみ大声クイズ」 ： テハチャピ山地にある風力発電所で行われた。大声クイズと体力系クイズとの組み合わせ。スタート地点と解答席の間に向かい風が吹いており、挑戦者は背中にパラシュートを背負い、問題が読まれたら笛が吹かれ、答えが分かったら向かい風をパラシュートに受けて解答席まで走り、マイクに向かってフレーズを叫ぶ。声量メーターはなし。2ポイント勝ち抜け、誤答時はマイナス1ポイント。強風のため、早押しハットの代わりにパトライトが用いられた。解答席の裏には解答者の名前が書かれており、解答者は自分の名前が書かれている解答席に向かってフレーズを絶叫した。なお、男女の体力差を考えて、女性に付けるパラシュートは男性のよりも小さいものが使われたが、結局ここで敗退したのは女性だった[13]。
- 第12回 第10CP イグアス 「大滝びクイズ」（おたけびクイズ） ： イグアスの滝が見渡せるイグアス国立公園で行われた。声量メーターが3年ぶりの再登場。2ポイント勝ち抜け、誤答時はマイナス1ポイント。第8回リノの「遙かなる山の大声クイズ」でラスト抜けだった男性はリノを反面教師としたらしく、全大会で唯一の再挑戦となったイグアスでは早々にトップ通過を決め、リノでの雪辱を果たした。体力系クイズが行われた3ヶ所全てでラスト抜けだった女性が敗退したが、罰ゲームでも予期せぬ災難に見舞われた。
- 第13回 第9CP ショットオーバー 「地獄のお叫びクイズ」 ： 2ポイント勝ち抜け、誤答時はマイナス1ポイント。罰ゲームはこれだと言わんばかりに、クイズ会場の真後ろの「カワラウ・バンジー・センター」でバンジージャンプが行われ、挑戦者を驚かせていた。この回では挑戦者同士ライバルとして意識させ、フレーズとして「○○帰れー!」と叫ばせる競り合いがあった[注 87]。また、挑戦者のひとりが絶叫フレーズを間違え、会場が爆笑に包まれる一幕もあった。この時解答権は認められたが不正解だった。
- 第14回 第6CP グランドテートン 「13人のガンマン 対決! 大声クイズ」 ： 映画『シェーン』が撮影された土地で行われた。まずは全体に対してクイズを出題し、正解するとガン（拳銃）が、続いての問題に正解するとハット（帽子）が与えられる。一方を獲得している挑戦者が続いての問題にも正解してもう一方を獲得すれば（つまり2連続正解）そのまま勝ち抜けが決定する。別の挑戦者が一方を獲得した場合は、その2名で対決クイズを行い、正解した側が相手からアイテムを奪って勝ち抜けとなる。不正解は1回休みの上、ガンかハットの一方を獲得している場合は没収される。対決クイズで不正解があった場合は獲得品を没収され、全体へのクイズに戻る。対決クイズのキャンセルは再出題。
- 第15回 第7CP エルパソ 「国境突破!! 大声クイズ」 ： アメリカとメキシコの国境を流れるリオ・グランデ川の川沿いで行われた。クイズ会場はメキシコ側のシウダー・フアレスで、勝者は国境を越えてアメリカのエルパソに戻ることができた。2ポイント勝ち抜け、誤答時はマイナス1ポイント。
- 第16回 第7CP レイクパウエル 「湖に絶叫!! 大声クイズ」 ： 従来とは異なり、声量メーターが8段階に増加し、3ポイント勝ち抜けという形とされた。誤答時は1回休み。

### その他のクイズ形式
国際電話連想クイズ
第2回第8CP・シカゴ郊外の遊園地グレート・アメリカで行われ、第11回マイアミと第16回サンタフェの敗者復活戦でも採用された（第11回では「早起き連想クイズ」）。挑戦者は1人ずつ、日本にいる家族・親戚・友人などに国際電話をかけてクイズを開始。挑戦者は与えられたキーワードについてのヒントを電話の相手に伝え（キーワードそのものを喋ってはいけない）、相手がそのキーワードを答えられたら1ポイント獲得。90秒経ったところでクイズは終了。獲得したポイントが最も少ない挑戦者が失格となる。
ケンタッキーダービークイズ
第6回第9CP・ルイビル近郊のレキシントンにあるケンタッキー・ホース・パークで行われた。第1コーナーから第4コーナーまでの4種類のクイズで競う。
- 第1コーナー クイズ ショックタイム! - 1から7まで番号の書かれた封筒を選び、5問連続して出題される二択問題に答える。
- 第2コーナー 馬上○×クイズ! - レース場で馬の上に跨り、○か×のどちらかのゾーンに移動する。
- 第3コーナー ケンタッキーの人100人に聞きますクイズ - 地元のアメリカ人100人に対する三択アンケートクイズ。
- 第4コーナー 追い込み!! 早押しクイズ! - 誤答時はマイナスポイント。

全てで合計10ポイント 獲得すれば勝ち抜け。6名中4名が勝ち抜け、その後敗れた2名で敗者復活戦「ニワトリ追っかけバラマキクイズ」が行われた。
恐怖のピラミッドかけのぼり数字クイズ
第11回第9CP・メキシコのチチェンイツァ、古代マヤ文明の遺跡の一つであるピラミッド神殿エル・カスティーヨの階段を使ってクイズが行われた。階段の手前の位置からクイズ開始。問題は全て答えが数値であり、挑戦者は正解と思われる2桁の数値をパネルで示す。また、出題された問題に正解が複数ある場合はどの正解を答えても構わない。正解すれば示した数値分だけ階段を登り、不正解の場合は示した数値分だけ階段を降りる。もし答えが分からない場合は数字を示さないか、00と示せば降りなくてすむ。最上段の92段まで登れば勝ち抜け。
爆走 エアーボートカルタクイズ
 第11回第11CP・マイアミのエバーグレーズの広大な湿原で行われた。挑戦者は各自エアーボート（画像参照）に乗ってクイズに挑戦（運転手が同伴）。問題が出題されたら、エアーボートで1km先まで行き、その問題の答えの頭文字となる文字が書かれたカードを拾ってスタート地点に戻り、クイズに解答する。拾うカードは正解そのものの単語の頭文字でなくても、別の言い方（外来語など）や形容詞句をつけた言い回しの頭文字でも可（例：正解が「切手」の場合は「き」の他、「スタンプ」の「す」や「郵便局で売っている切手」の「ゆ」でも可）。1問につき先着最大3名の正解者に1ポイントが与えられ、3ポイントで勝ち抜け。6名中2名が敗者となり、その後敗者復活戦「早起き連想クイズ」が行われた。
アラスカ鉄道クイズ
第12回第4CP、フェアバンクスからアンカレッジにかけてのアラスカ鉄道で行われた。起点(AM8:30)から終点 (PM8:30) までの12時間の間に多数のクイズが出題された。「勝ち抜けクイズ」に勝てば勝者確定となり終点のアンカレッジまでクイズは免除。一方「置き去りクイズ」に敗れた場合はその場で失格（置き去り）。勝ち抜けにも置き去りにもならない挑戦者は「宙ぶらりん」と呼ばれ、クイズが出題され続ける。敗者は3名。
1. 車内で勝ち抜けクイズとして、アラスカ鉄道に関しての三択クイズ。3名の勝ち抜け者が出るまで三択クイズを続けるルールだったが、1問目と2問目を連続正解した女性3名が一気に勝ち抜け。
2. ニナーナ駅に降りて置き去りクイズ「突撃取材クイズ」を行った。最初の敗者となったのは、第8回で第3位となった男性で、福留の「またも敗れました」の言葉に送られて去っていった。
3. 車内（食堂車1階のオープンデッキ）で勝ち抜けクイズ「空席待ちクイズ」を行った。勝ち抜けた8名は食堂車の2階でランチを食べることができたが、引き続き宙ぶらりんとなった6名にはおにぎりしか支給されなかった。
4. 宙ぶらりんの6名が途中で降りて置き去りクイズ「時間ですよ! 早押しクイズ」（場所不明）を行った。1問正解で列車に戻れる。ここでも最後に残った1名が置き去りのルールであったが、早押しクイズ中に出発の時間が来て男性2名が置き去り状態になり、小倉淳がヘリコプターで救助に現れクイズを出題。ここでは手旗を使用。勝った1名がヘリコプターに救助されたのちに手旗を振って列車に合流した。敗れた2人目の敗者は翌年も成田を脱出し、グアムまで勝ち進んだが深夜の奇襲クイズで敗北した。
5. 最後にアンカレッジに移動中の車内で勝ち抜け&置き去り早押しクイズを行い、4名が勝ち抜け。2ポイント勝ち抜け。誤答はマイナス1ポイント。3度も敗者復活をした女性が2ポイント差が付いた状態から3ポイント連取して逆転する劇的なラスト抜けとなった。逆転負けとなり最後の敗者となった男性に限り最後に罰ゲームが行われ、そのまま帰国の途に就いた。

サイキックイズ
第13回第7CP・シドニーの敗者復活戦。インスピレーションクイズで特別ゲストとして登場したMr.マリックによって行われた。まずは敗者がMr.マリックとともに市内を走る環状線モノレールに乗車し、その車内で敗者となった3名に対してMr.マリックが記憶術を伝授。そしてモノレールが環状線を1周した後に同じ駅で降車し、その駅のプラットホームにてクイズ開始。挑戦者は、15人のオーストラリア人各々が持つキーワードを暗記し、その後リレークイズ方式で、福留から指定された番号に対応するキーワードを解答していく。不正解者は即失格となり、最後まで残った1名（この回の準優勝者の永田喜彰）が敗者復活となった。この後、復活者はMr.マリックから暗記したものを忘れる方法を教わったが、敗者2名はそれを教えられることなく帰国の途に就き、「このクイズで暗記したキーワードを忘れられなくなる、一生消えない」こと自体が罰ゲームとなった（数字を見るたびにキーワードを思い出すはめになった）。
列車クイズ 止まってドボン!!
"今世紀最後" 第6CP・シルバートン、デュランゴ・アンド・シルバートン狭軌鉄道の列車上で行われた。解答者は前のチェックポイントであるレイクパウエルで勝ち抜けた順に1列に並んでトロッコ車両に乗る。先頭の挑戦者から順に1名1問ずつ出題され、正解なら挑戦者の位置はそのまま、不正解の場合は最後尾へと下がる。最後尾の挑戦者には解答権がなく、誰かが間違えるのを待たなければならない。最後尾から2番目の挑戦者が正解したら再び先頭の挑戦者から順に出題され、列車がロックウッド駅に完全に停車した時点で最後尾にいた1名が敗者となる。なお、列車が完全に停止した瞬間は、出題に対する解答待ちの時間であったが、この問題は無効とされ、その時点での最後尾の挑戦者が敗者となった。

## 準決勝
決勝進出者を決めるためのクイズ。通例、参加人数は4名で、そのうちの2名が決勝に進出する。第1回・第3回・第7回では3名、第6回・第9回では5名が参加。第10回は北米ルート・南米ルートそれぞれ3人参加で決勝進出は各1名のみ。
準決勝は、アメリカ独立戦争や南北戦争など、アメリカ合衆国の歴史に関連の深い場所で行われることが多く、放送ではクイズの前に当地の歴史に関連する映像や、現地俳優陣による戦争等の再現が放映された。加えて第11回では放送直前に、挑戦者たちが日本に電話しているところが放送された。また、準決勝としての緊張と格式を保つために、出題者の福留/福澤が各挑戦者に対して「ライバルは誰か」と質問することも多かった。
準決勝開催地
- 第1回 ： アトランタ ストーンマウンテン公園
- 第2回 ： ボストン バンカーヒル
- 第3回 ： ワシントン ホワイトハウス南庭エリプス広場
- 第4回 ： プエルトリコ サン・フェリペ・デル・モロ（デル・モロ要塞）
- 第5回 ： ノックスビル グレート・スモーキー山脈国立公園（ケーズ・コーブ）
- 第6回 ： ワシントンD.C. FBIナショナルアカデミー
- 第7回 ： ボストン クインシー・マーケット
- 第8回 ： フィラデルフィア 独立記念館前
- 第9回 ： ドーバー海峡

- 第10回（北米ルート） ： ナイアガラ ゴート島
- 第10回（南米ルート） ： リオデジャネイロ コルコバード
- 第11回 ： ニュージャージー ジャージーシティ
- 第12回 ： ゲティスバーグ ミリタリー・ナショナルパーク
- 第13回 ： ボルティモア マック・ヘンリー砦
- 第14回 ： キティホーク キルデビルヒルズ ライト兄弟メモリアル内キルデビルヒル
- 第15回 ： ヨークタウン ネルソン・ハウス裏庭
- 第16回 ： フィラデルフィア バレーフォージ国立歴史公園
- "今世紀最後" ： ニューヨーク スタテンアイランド・ハドソン川沿岸

各回、次のクイズ形式で行われた。第1回前半・第2回・第9回を除き早押しクイズである。
第1回 （ゲストインスピレーションクイズ＋早押しクイズ）
「ゲストクイズ」を参照。7ポイント先取。
第2回 「熱気球ダウンアップクイズ」
熱気球に乗り、12メートル上空まで上がった時点でクイズ開始。形式は○×クイズで、気球のゴンドラから○・×の垂れ幕を表示して解答する。熱気球の音で問題が聞こえないことを危惧し、トランシーバーと問題が書かれた箱を挑戦者のいるゴンドラまで上げるという手の込みようであった。正解の場合は4メートル下降、不正解の場合は4メートル上昇し、最終的に地面まで降りれば（＝+3ポイント）決勝進出となり、24メートルまで上昇する（＝-3ポイント）と失格、福留の「もっと風を!」（ヨハン・ヴォルフガング・フォン・ゲーテの最後の言葉「もっと光を!」のもじり）と共に熱気球が高く舞い上がって、そのまま罰ゲームとなる。1名が決勝進出を決めた後、リーチをかけていた2名（その内1人は、優勝者である北川）がともに正解して同時に地面まで降りてきたため、同点決勝が行われた。
『ウルトラクイズ伝説』によると、収録を開始しようとする時に風が強くなり、風が収まるまでかなりの時間を要したという。また、熱気球のロープがカメラマンの足に絡まり、カメラマンが宙に浮いたというエピソードが残っている。
第3回 「早押し封鎖クイズ」
正解すると、1ポイント獲得すると同時に他の挑戦者1名 を「封鎖」し、次の問題の解答権を剥奪できる。封鎖された挑戦者は巨大な「?」マークで顔が隠される。同じ挑戦者を連続で封鎖してもよい。封鎖が発生している問題がキャンセルまたは不正解だった場合は封鎖が解除される。不正解はマイナスポイント。5ポイント獲得で勝ち抜け。強者にとっては主導権さえ握れば楽な展開になるが、逆に主導権を握られると圧倒的に不利になるルールである。トップ通過した優勝者の宗田は常に主導権を握り続け、他2名を交互に指名し「封鎖クイズを楽しんでる」と福留に言われた。宗田自身も勝ち抜け直後、「最も楽なクイズだった」と言っていた。
第4回 「通過クイズ」
後述の「通せんぼクイズ」の元になったクイズで、全大会で唯一、女性挑戦者だけで争われたクイズ。通常の早押しクイズで3ポイントを獲得した挑戦者は通過席に移動し（「お立ち台」と呼んだ）、決勝進出の最後の問題として出題される難問の通過クイズに正解して初めて決勝進出となった。このクイズに回答できるのは通過席の挑戦者だけで、その為通過席にはウルトラハットと早押しボタンも設置されていなかった。また、通過問題は福留から直接出題されるため、問題入り封筒は備えていない。通過クイズに不正解または無回答だった場合、点数は0ポイントとなり、再び早押しクイズに戻る。勝敗関係なく女性挑戦者4人全員、3ポイントを獲得して通過クイズに挑戦した。女性挑戦者だけに因み、通過クイズは女性人物が答えの問題が出された。
第5回- 第8回、第10回北米ルート、第12回 - 第16回、"今世紀最後" 「通せんぼクイズ」
準決勝の定番となったクイズ。詳細は後述。
第9回 「ドーバー横断○×クイズ」
ドーバーでの「おかしなおかしなゲストクイズ」に勝ち抜けた者は、リド空港に用意された○×問題に答える。決勝地のパリに向かう飛行機は○機と×機の2機が用意されており、正解と思ったほうの飛行機に乗る。ただし各飛行機の定員は2名。ゲストクイズで勝ち抜けた4名全員が飛行機に乗ると離陸。ドーバー海峡を横断後フランス領の海岸上空付近で正解発表が行われた（正解は海峡沿岸のカレーにある畑に書かれていた）。ゲストクイズで先に勝ち抜けた2名が○機を選択したため、その後で勝ち抜けた2名は無条件で×機に乗らざるを得なかったが、正解は×であったため×機に乗った2名が決勝進出、不正解の○機に乗った2名は失格となり飛行機はイギリスへと引き返していった。
第10回南米ルート 「弱肉強食 ポイント略奪クイズ」
本番組では珍しい、敗者が先に決定する負け抜け式のクイズ。まず3名の挑戦者全員に持ち点として4ポイントが与えられる。正解すると他の挑戦者1名 から1ポイントを奪い、それを自分のものにすることができる。同じ挑戦者から連続でポイントを取ってもよい。不正解は自らが1ポイントを失う。キャンセルの場合得点変動はなし。0ポイントとなったところでその挑戦者は失格。2名が失格となり、最後に残った1名が決勝進出。ここでの勝者である優勝者の森田は中盤1対1になったところで1ポイントまで落とすも後半巻き返して決勝進出した。また、敗者2名はそれぞれ森田に最後の1ポイントを奪われて敗退した。
第11回 「ニュージャージーSM封鎖クイズ」
第1回クイズ王の松尾清三が登場した本番組唯一のゲストとの対決クイズ。表題の「SM」とは松尾のイニシャル（Seizou Matsuo）。名乗り出た挑戦者から順に、4つの問題封筒の中から1つを選択し、対決席で松尾との1対1の対決5問勝負で3ポイント先取の早押しクイズに挑戦する。勝てば無条件で決勝進出。その結果、3名が対決クイズで勝利し、これによって全大会で唯一の3名での決勝戦が実現した。対決に敗北した1名は、そのまま敗者となった。また、この回は準決勝と決勝戦が同日収録であり、クイズ収録日の早朝に準決勝、午前中に準決勝罰ゲームおよびヘリ空撮、午後に決勝戦が収録された。

### 通せんぼクイズ
第4回で行われた「通過クイズ」を発展させ、第5回から導入されたクイズである（第7回・第8回・第10回はクイズタイトルが「通せんぼクイズ」ではなく「通過クイズ」と銘打たれた）。
第5回では、第4回の「通過クイズ」に変更を加え、3ポイント獲得後の通過席（お立ち台）にも早押しボタンとウルトラハットが設置された。他の挑戦者（以降、「阻止側」と呼ぶ）と共に通過クイズを早押しクイズで行い、ここで正解すれば決勝に進出できるが、他の阻止側は通過席の挑戦者の決勝進出を阻止する、すなわち「通せんぼ」を仕掛ける形となった。以後、準決勝ではこのクイズ形式が定番となる。
通過問題は封筒に入っており、通過席に行く時にはその封筒を自分で選んで出題者の出題席に持っていく。その封筒は第10回までは通過席近くの場所に10通ほど付けられていたが、第12回からは第16回までは現地エキストラ（北軍兵士と南軍兵士、アメリカ兵士とイギリス兵士など）2人のどちらかから選ぶ方式に変更、そして"今世紀最後"では「ミス・ニューヨーク」と呼ばれる女性が持つ問題を選ぶ方式になった。
通過クイズのルールは次の通り。
- 回答権を通過席の解答者が得た場合
  - 正解→通過席解答者が決勝進出決定
  - 不正解→通過席解答者は0ポイントになり通常解答席へ戻る
- 回答権を阻止側の解答者が得た場合
  - 正解→正解者に+1ポイント、通過席解答者は0ポイントになり通常解答席へ戻る
  - 不正解→不正解者にペナルティ（-1ポイント、または1問休み）が与えられ、通過席解答者はもう一度通過クイズの問題を選んで再出題される
- 通過席側、阻止側のどちらも答えられず、通過クイズをキャンセル（スルー）した場合
  - 第10回まで→通過席解答者は0ポイントになり通常解答席へ戻る（通過席解答者不正解と同じ扱い）
  - 第12回から→通過席解答者がもう一度通過クイズの問題を選んで再出題される。

通せんぼクイズが初めて導入された第5回では、いきなり激戦が繰り広げられた。まず優勝した真木法男が通過席に立つが、2ポイントを取っていた準優勝の杉山眞に阻止された。代わって通過席に立った杉山が一発で抜けた後、2人目が勝ち抜けるまで残りの3名の挑戦者間で通過失敗が繰り返された。真木はさらに2回阻止され（準決勝敗者の2名もそれぞれ2回ずつ通過失敗している。なお、双方とも2回目の通過席を自らの不正解で失敗した）、4回目の通過クイズ（結果的に全員から1回ずつ阻止された）で勝ち抜けた。前期ウルトラクイズでは最大の名勝負と呼ばれていた。
第13回では、第5回以上の阻止ならびに通過失敗が繰り返される激戦が展開された。開始時に用意していた約140問あった問題が底を尽き、日本から新しい問題を送ってもらうのと、その場で急遽問題を作成するために1時間ほど休憩が入り、「もしあと50問ほどやって決まらなかったら4名とも決勝進出」だったというが、2015年にファミリー劇場で再放送された13回大会放送後の「今だから話せるウルトラクイズ丸秘証言集 PARTⅡ」では、出演者であった優勝者の長戸が、この事について聞き手の小倉淳に質問した際、小倉は「（4人決勝進出は）無い」と言い切っている。この激戦を伝えるために最終第5週が当初予定の90分から急遽120分放映に切り替えられたほどである（延長された30分がそのまま準決勝の放送の尺として使われた）。長戸は8回目、準優勝者の永田は3回目の通過クイズで決勝進出を決めた（2人とも自身の不正解1回を含む。いずれも途中休憩後に決勝進出を決めた）。準決勝終了後福留は、「13年の歴史の中で最も素晴らしい闘いだった」と最大限の賞賛の言葉を贈った。
第14回ではこの回の準優勝者だった高松康典が放送上クイズ開始からわずか6問目でクリアという最速記録を達成した（4-6問目を高松が連続正解）。
"今世紀最後"ニューヨークでの準決勝では、ニューヨーク入りする前に挑戦者全員にアイマスクを付けさせ、そのままの状態でクイズを行った。目隠しされているので通過席はなく、通過クイズ挑戦時はその場に立って解答、そして通過問題は通常は福留の近くにある、問題を入れた封筒の中から自分で選ぶのだが、この時はその場で問題封筒の色「赤」か「青」かを指定する。勝ち抜けた者のみがアイマスクを外し、ニューヨークの景色を見ることを許された。一方、敗者はアイマスクを付けたまま空港へ戻り、離陸後、ニューヨークの景色が完全に見えなくなってからようやくアイマスクを外すことができた。つまり、ニューヨークまで来ながら景色も見ることができずに帰国しなければならないこと自体が罰ゲームとなった。
クイズ終了時、通過席に立てずに敗退した挑戦者もかなりいた。
早押しビンゴ通過クイズ
第7回では、ビンゴ形式が採り入れられた。
まず、各挑戦者は5マス×5マスのパネルに1から50までの好きな数字を埋め込む。早押しクイズに正解すると、パネルの数字を1つ指定し、裏返してマスを赤くすることができる。正解した挑戦者の指定した数字が他の挑戦者のパネルにもあった場合は、同時にそれも裏返される。不正解は自分のパネルにある赤いマスのいずれか1つを元に戻さなければならない。ただし不正解者以外のパネルはそのまま。縦・横・斜めのいずれか1列（5マス）が揃った時点（＝ビンゴ）で通過クイズに挑戦する。理論上はクイズに1問も回答しなくても、通過席に行くことが可能というクイズ形式だった。通過クイズで通過失敗した場合に通過席の挑戦者のパネルがどうなるのかについては、そうした場面が一度も発生しなかったために番組内でルールが明かされなかった。なお、このビンゴのセットは本来ナイアガラのクイズで使われる予定のものだったが、悪天候のために収録時間を短くするために使用を中止して、準決勝へ流用した。

## 決勝戦
決勝戦では、最後に残った2名の挑戦者の中から、優勝者（クイズ王）を決定する（ただし第11回は準決勝「ニュージャージー封鎖クイズ」の結果、3名で行われた）。決勝地は第9回と"今世紀最後"を除いて、番組内で「クイズの都」と呼ばれたニューヨークであった（詳細は以下）。
- 第1回-第8回 ： パンナムビル（現：メットライフビル）屋上 （エンパイア・ステート・ビルディングをバックとした決勝戦）
- 第9回 ： パリ 第16区 トロカデロ広場 （パリの象徴、エッフェル塔をバックとした決勝戦）
- 第10回・第11回 ： リバティ島 自由の女神像前
- 第12回-第16回 ： イースト川を航行する客船「プリンセス号」のデッキ上（ニューヨークの夕暮れと夜景をバックとした決勝戦。クイズは日没の少し前から始まり、終了・表彰式時は日没後となっていた。船が自由の女神像付近に辿り着いたところで収録終了）
- "今世紀最後" ： 西インド諸島 サン・サルバドル島の砂浜（衛星生中継）

第1回から第6回までは決勝もチェックポイントの1つという扱いだったようで、「決勝ポイント」とテロップ表示されていた。第7回では後述の電話シーンから始まったので「決戦前夜」、第8回では「決戦」、第9回・第10回は「決勝」、第11回以降は「決勝戦」、"今世紀最後"では「決勝地」と紹介された。また、第11回から第16回では決勝進出者の氏名も同時に表示された。

### 開始前
第1回と第7回の決勝戦前夜には、決勝進出者が日本に電話をしているシーンが映し出された。第13回から第16回までは、決勝戦放映前に「今年も多くの敗者が去っていった」という、敗者を振り返るコーナーが放送された。東京ドームから準決勝までで敗れ去った挑戦者たちの悔しい表情や涙を流す場面などが次々と映し出された。
決勝進出者は、ヘリコプター で決勝地の都市上空を飛行し、その後クイズ会場に入場する。この際、福留/福澤は別機に乗り、決勝地のレポート・決勝地に至るその回の回顧・決勝進出者の紹介を行った。第14回ではセスナ機が使用され、"今世紀最後"では決勝進出者自身が水上バイクを操縦して登場した。決勝進出者は、乗物1機につきそれぞれ1名ずつが乗るのが慣例であったが、第9回のみ2名一緒に1機のヘリコプターに乗っていた。第10回では互いに誰が決勝に進出してきたのか知らないまま、先に都市の北方角より飛行してきた北米ルート代表者のヘリコプターと、少し後から逆方角より飛行してきた南米ルート代表者のヘリコプターの2機がエンパイア・ステート・ビルの上空近辺で会場に合流するという演出がなされた。第11回は準決勝と同日の決勝戦ということで、決勝進出者紹介の際にアッパー湾で罰ゲーム中（帰国中）の準決勝敗者が映された。
決勝進出者はスーツ姿（女性挑戦者はフォーマルなドレス姿）で決勝戦に臨むことが多かったが、これは制作サイドで強制されていた訳ではなかった。本番組では第一次予選を突破した挑戦者達にスーツ・ドレスを持参するように通達していたが、これは決勝戦の為ではなく、ツアー道中で高級レストランや公的な場所などスーツやドレスを着用しないと入れない場所の所謂「ドレスコード」に対応するためであった。実際にスーツではなく和服姿（第12回・第16回）や成田予選で着用したパジャマ（第13回）、仕事で着ている作業服（第14回）で決勝戦に臨んだ挑戦者もいた。"今世紀最後"ではクイズ形式がどろんこクイズのため、挑戦者は2人ともTシャツなどのラフな服装だった。
なお、毎回ニューヨークでの決勝戦の前日には、5番街にある日本食レストラン「サッポロ・レストラン」にて決勝進出者・スタッフ全員で夕食会を行うのが恒例であった。

### クイズ
決勝戦は、"今世紀最後"をのぞく全大会で、オーソドックスな早押しクイズが行われた。不正解はマイナス1ポイント。先に10ポイント獲得した挑戦者が優勝となる。基本的に椅子に座ってのクイズだが、第7回では椅子がなく丈が高いテーブルで早押しクイズが行われた。また、第4回ではマイクの部分に菊の花と帯が飾られていた。
決勝戦の収録は第11回までは午後の日中、第12回-第16回では日没から夜にかけて行われた。クイズ開始直前には、出題者が決勝進出者に「優勝するのは誰か」と問いかけ、気合の度合いを確かめることも多かった。決勝戦の結果は（各大会の解説も参照）一方的になるか、僅差になるかのどちらかというケースが多かった。
一方の挑戦者が10ポイントに到達して優勝が決定すると、優勝者は地元学生バンドのファンファーレや福留/福澤による大いなる祝福を受けるとともに、福留と相撲を取ったり（第2回）、得意の落語を披露したり（第3回）、ボーイフレンドの名前を叫んだり（第4回）、妻の名前を摩天楼に向かって叫んだり（第6回）、噴水に飛び込んだり（第9回）、桟橋から海に飛び込んだり（第11回）など、優勝者は思い思いの形で喜びを表現した。
"今世紀最後"の決勝戦は、従来の早押しクイズではなく「突撃○×どろんこ決勝」が行われた。両挑戦者が交互に、赤か青かどちらかの封筒から問題を選び、サッカーのPK形式で○×どろんこクイズに解答。5問終了したところで正解数の多い方が優勝となった。仮に同点だった場合は6問目以降サドンデスとなる予定であったが、先攻の5問目が終了した時点で決着が付いた。なお、このどろんこクイズでは、ウレタンマットで囲った中に泥プールを作り、より安全性を高めていた。

### 終了後
クイズ終了後、表彰式が行われた。優勝者には優勝旗と花束が贈呈され、そして特大グラスに注がれたシャンパンを飲み干す権利が与えられた（福澤はシャンペンファイヤーと言った）。飲み干せない場合は残りを頭からかぶることもあったが番組後期のプリンセス号が決勝戦会場となってからは頭からシャンパンをかぶる行為は行われなくなった。優勝者が下戸や体調不良だった場合も想定してシャンパンの代わりにノンアルコールの代用品も用意されていたが（実際、第13回では優勝者の長戸がA型肝炎の病み上がりだったため、ノンアルコール品が使用された）、特に番組内でそれに関する言及はされなかった。なお、第1回と第2回では、ニューヨーク市内のホールで表彰式と祝賀パーティーが行われた。それ以外の回でも終了後に打ち上げとしてパーティーが催された。
第2回では、優勝賞品が「家族とともにニューヨークの豪華ホテルに宿泊」であったため、決勝戦開催時に両決勝進出者の家族が成田エアポートレストハウスで待機し、徳光とともに決勝戦の模様を中継で聞いていた。勝負が決着した後、優勝した北川の家族はニューヨークへと旅立ち、敗れた間下の家族は帰宅した。
決勝戦の敗者はクイズ終了後、番組オンエア上では福留や福澤から労いの言葉をかけられることもなく、他のチェックポイントではあるコメントを求められることもなく（後述の例外はある）、大会最後の敗者としての表情を映し出されていた。例外として、第1回では準優勝者の藤原滋子が優勝パーティーでウエイトレスの格好をして登場したり、第3回では準優勝者の田上滋が優勝した宗田に一言だけだが祝福の言葉をかけたり、第4回では準優勝者の松澤典子が寂しく会場を去る姿がオンエアされたり、第7回と"今世紀最後"では通常は放送されない準優勝者のコメントが放映されたり、第16回では優勝した田中が涙ぐんでいるところに準優勝者の大西がハンカチを貸す場面などが放映された。
決勝戦の翌日または翌々日、準優勝者は帰国し、クイズ王はリポーターとともに賞品地へ向かい、そこで優勝賞品を受け取った。ただし第6回では賞品である「世界一周」旅行へと表彰式終了から全く間を置かずに即出発、第9回では賞品受け取りの前にいったん日本に帰国した。"今世紀最後"では生放送のため決勝地においてその場で受け取り、準優勝者である清水もその場で優勝賞品受け取りを眺めていた。

## 本編以外で行われたクイズ
本番組では時々おまけ的な要素として、勝敗に無関係な場面でのクイズも行われた。一部は罰ゲームを兼ねて行われたものもある。
- 第9回 ： 「ドーバー横断○×クイズ」で不正解機に乗った敗者2名に対して、「3位決定戦」と称した800問の三択ペーパークイズが行われた。しかし、あくまで罰ゲームであるため、採点は行われず放置された。
- 第10回 ： ラパスでのクイズの前に、「空気が沢山ある」「暖かい」といったヒントから、優勝商品（熱気球）を当てさせる早押しクイズを行った。
- 第11回 ： 敗者復活戦「名古屋縦断ミニトラクイズ」の第1CPとして、バスの中で三択クイズが行われたが、「時間の関係で全員通過」となった（第2CPは本放送ではカットされている）。その後、第3CP「ハワイ」、第4CP「ロスアンゼルス」も「全員通過」（どちらも同名の喫茶店の前をバスで通過）という演出が行われた。
- 第11回 ： ハワイで敗退した4名に対し、罰ゲームとして、空き缶の束を引きずりながらのマラソンクイズが行われた。クイズは、日本人の新婚夫婦に関する問題であった。
- 第13回 ： 準決勝ボルティモアで敗退した2名に対して、「3位決定戦兼罰ゲーム」としてリレークイズが行われた。敗者2名は大きな袋を首に掛け、早押しで解答権を得た方から、州の数が15だった時のアメリカの州を順次解答していく。スルー扱いで解答できなかったり、その問題に不正解の場合はその都度、袋の中に煉瓦が5片入れられ（この罰ゲームは、15州時代のアメリカ軍兵士の懲罰を再現したもの）、先に立てなくなった方が負け（4位）。3位の挑戦者にはアメリカ50州のジグソーパズルが贈呈されたが、「ニューヨークへ行けなかった」という意味でニューヨーク州のピースのみ没収された。
- 第14回 ： レイクミシガンでのクイズの前に、当時トミーから発売されていたウルトラクイズの玩具を使用して早押しクイズが行われた。これは実は「敗者予想クイズ」で、敗れた挑戦者1人は「予想敗者」となった。奇しくも本番のレイクミシガンの2回目のクイズでは「敗者予想クイズ」と全く同じ勝ち抜け順で進行し、「予想敗者」が敗者決定戦にも敗れ、予想通り実際に敗退した。
- 第14回 ： 準決勝キティホークで敗退した2名に対して、3位決定戦として三択クイズが出題された。3・4位の挑戦者には清掃道具一式が贈呈された。そして、罰ゲームとして、アメリカ大陸横断に用いたバスを2人で掃除することに。その途中で映像が「今年も、多くの敗者が去っていった」に切り替わった。
- 第15回 ： 第二次予選のジャンケンで敗れた挑戦者に対し、成田空港送迎デッキにて渡辺正行が2択クイズを4問出題[注 103]。「敗者本音絶叫クイズ」と称され、敗者全員で2択クイズの答え（全て2番）を勝者の飛行機に向かってシュプレヒコールとして叫ぶというものだった。勝ち抜け後の行先は東京駅であった。
- 第16回 ： サンフランシスコで敗退した2名に対し、サンフランシスコの街から連想されるものを当てるリレークイズが行われた。この答え（霧）は罰ゲーム（霧製造機を背負い、市民に霧を吹きかける）と関係があるものだった。
- 第16回 ： 準決勝フィラデルフィアで敗退した2名の罰ゲームとして、「クイズ人力車」が行われた。2名の敗者のうち1名が出題者、もう1名が解答者となる。馬車にある問題はすべて答えが数値となっており、解答者がクイズに正解した場合は出題者と解答者が交代、不正解の場合は解答者が正解の数値と同じ歩数分だけ出題者を乗せた人力車を引く。

## 嘘問について
設問自体が間違っているいわゆる「嘘問」は、一問で運命が決まる本番組では特に出題しないように気が配られ、同じ問題が3度にわたり入念に点検された。この作業はあとどり（裏取り）と呼ばれる。問題制作を担当したトマホークの萩原津年武社長は、その結果設問には「一度も誤りがなかった」と自慢している。
しかし、実際には稀にだが、嘘問が出されたことがある。
- 第4回「日本では、太陽が頭の真上に来ることはない 」 - ○が正解とされた。太陽が真上に来るのは南北の回帰線の間なのだが、沖ノ鳥島は北回帰線の南にあるため、頭の真上に来ることがある。よって正解は×。ただし、当時のスタッフによると、この問題は沖ノ鳥島を考慮に入れれば×が正解になることに気づいていたが、「（沖ノ鳥島という）岩礁は島とは言わないだろう！」「単なる岩礁を日本と称して、面白い問題を没にするような愚は避けよう」という意見が出て、敢えて○を正解として出題したということである[16]。
- 「ゾウの鼻には骨はない 」 - 正解が○という判定に対して、失格になった動物の専門家が「鼻の付け根の部分に骨のようなものがある」と抗議し、訴訟騒ぎになりかけたという。
- 第9回「君が代の歌には2番がある 」 - 本番組では×とされたが、その後『平成あっぱれテレビ』で本番組の過去問をそのまま使ってクイズ大会を行った際に、正解が○になっていた。しかし、1999年に成立した「国旗及び国歌に関する法律」に従うならば、やはり×が正解となる。
- 「日本では、南十字星を見ることは出来ない」- ○が正解とされた。実際には沖縄県では夏に見ることができ、番組中に嘘問のテロップが出されている。

上記の問題についてはそのまま放映されたが、嘘問が判明した場合、大抵は番組ではカットされるか、アフレコで問題文を入れ替えて放映していたという。また、解答の判定はウルトラクイズ審査委員会がその場で行い、その場で設問の誤りがわからなければ、後で誤りがわかっても訂正は受け付けないようにしていたという。